# Geschiedenis van de Oostenrijkse Nederlanden

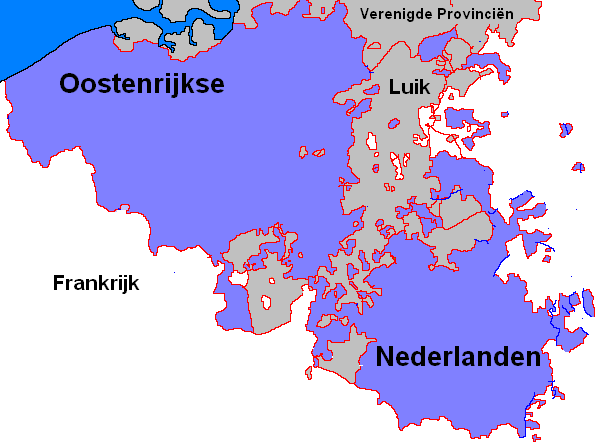
De Oostenrijkse Nederlanden en het prinsbisdom Luik in 1789

De geschiedenis van de Oostenrijkse Nederlanden (Latijn: Belgium Austriacum) beschrijft de periode van 1715 tot 1795 in de Oostenrijkse Nederlanden, waarvan de tien provincies het grootst overgebleven deel van de Spaanse Nederlanden vormden, nadat de zeven noordelijke zich in 1581 hadden afgescheiden om in 1588 de autonome Republiek der Zeven Verenigde Provinciën uit te roepen.
Met het Verdrag van Utrecht, dat in 1713 de Spaanse Successieoorlog beslechtte, eindigde de Spaanse periode en werd Belgium Austriacum, zoals het vanaf dan werd genoemd, een autonoom deelgebied onder de Oostenrijkse tak van de Habsburgse monarchie. Toenemende pogingen van verlichte despoten tot centralisatie van bestuur vanuit Wenen, waarbij de belangen van de monarchie botsten met het particularisme van de gewesten, leidden ten slotte tot de Brabantse Revolutie die uitmondde in het uitroepen van de tijdelijk onafhankelijke republiek der Verenigde Nederlandse Staten.
Na de dood van keizer Jozef II in 1790 slaagde diens broer en opvolger Leopold erin het Oostenrijks bewind nog gedurende enkele jaren in naam te herstellen, al moest hij daarvoor toegeven op alle eisen die door de Nederlandse afgevaardigden al veel vroeger waren geformuleerd. Na de Slag bij Fleurus werden het Oostenrijks-Nederlandse leger  definitief verslagen en werd het grondgebied door de Eerste Franse Republiek ingepalmd, die daarop tegelijk doorstootten tot de Noordelijke Nederlanden.

## Voorgeschiedenis
Met de dood van Karel II van Spanje in 1700 was voor de Nederlanden de Spaanse tijd geëindigd. In zijn testament had Karel Spanje en de Spaanse territoria overgemaakt aan de Bourbon en kleinzoon van Lodewijk XIV, Filips van Anjou (Filips V). Maar omdat de andere mogendheden ertegen waren dat Frankrijk hierdoor aan macht zou winnen, was de Spaanse Successieoorlog uitgebroken, die resulteerde in het Anglo-Bataafs condominium. Met de Verdragen van Utrecht van 1713 werd uiteindelijk overeengekomen dat de Spaanse Nederlanden de keizer van het heilig Roomse Rijk, Karel VI toevielen. Deze had via de Pragmatieke Sanctie (1713) bepaald dat zijn dochter Maria Theresia hem zou opvolgen, wat toen nog door alle grote Europese staten erkend werd.
De Spaanse Nederlanden die zij zou erven bleven sinds de afsplitsing van het Noorden in 1581 in twee grote delen verdeeld, waarvan de facto thans het zuidelijke in Oostenrijkse handen overging. Omdat sommigen daar te lande gehoopt had met het nieuwe regime aan de 'Hollandse verdrukking' te ontsnappen, wekte het heel wat onrust en wrevel toen bleek dat de nieuwe vorst er niet alleen in had toegestemd de grenzen van Staats-Vlaanderen te verruimen, maar ook met het 'Barrièretraktaat' dat toestond dat Noordelijke troepen in vestingen in de Zuidelijke Nederlanden langs de Franse grens werden gelegerd om zo afschrikking te bieden aan nog steeds dreigende Franse agressie. In weerwil van oude privileges van de Zuidelijke steden en provincies zou er een belasting worden geheven om deze garnizoenen te onderhouden en zo die bescherming te kunnen garanderen. Intussen jammerden de geestelijken over de gevaren die de aanwezigheid van een ketters leger voor de godsdienst inhield, en de kooplieden over de aanstaande vernietiging van wat nog van de handel overbleef. Sommigen spoorden de keizer aan om het 'Hollands juk' af te werpen en naar de wapens te grijpen. Men wist immers dat ook Frankrijk niet erg op dit Barrièretraktaat was gesteld en aan Den Haag in plaats daarvan een 'verklaring van eeuwigdurende neutraliteit' van Zuid-Nederland had voorgesteld. Dit wekte in het Zuiden valse hoop op een goedkope vrede met Frankrijk. De Franse ambassadeur Leandre Rossi, markies de Mont-Vibian le vieux, schreef vanuit Brussel zelfs dat 'de Vlamingen geen ogenblik zouden aarzelen om in opstand te komen, zo zij de mogelijkheid zagen door Frankrijk geholpen te worden...'

## Onder prins Eugeen en markgraaf Prié (1716-1725)

### De landvoogd en zijn minister

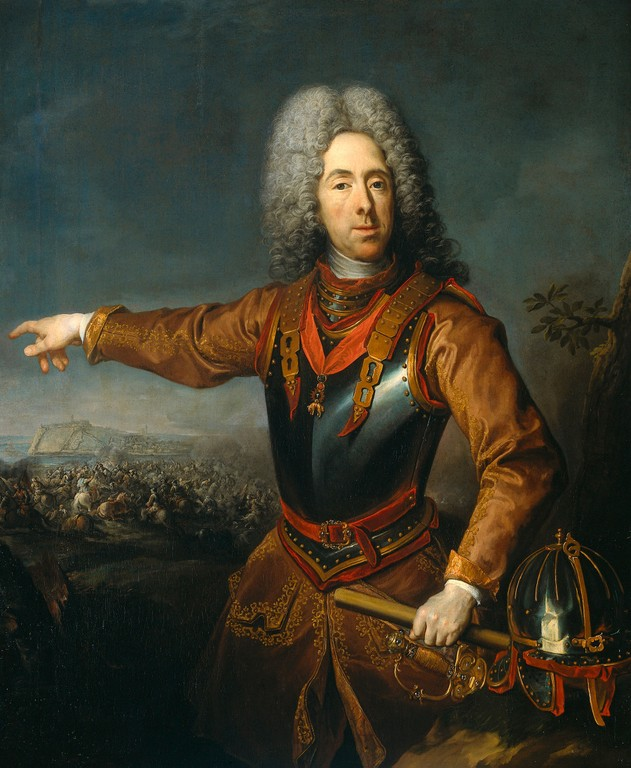
Eerste landvoogd prins Eugenius van Savoye.

Bij de ondertekening van de vrede van Utrecht ressorteerden de landsdelen onder vier machten:
1. Oostenrijk bestuurde Limburg; 

2. de Conferentie der Zeemogendheden: Vlaanderen, Brabant en Mechelen; 

3. Maximiliaan Emanuel: het Naamse en Luxemburg; 

4. en ten slotte bezetten de Verenigde Provinciën Henegouwen, de door Lodewijk XIV afgestane landen, het Doornikse en West-Vlaanderen, alsmede Spaans-Gelderland.
Reeds op 2 november 1714 had Karel VI de graaf van Königsegg belast, in zijn naam bezit te nemen van die verschillende grondgebieden en het Barrièretraktaat van 1713 te heronderhandelen, dit gebeurde op 15 november 1715. Intussen had Maximiliaan II Emanuel van Beieren geen problemen gemaakt en vlot zijn beide provincies van hun eed van trouw ontslagen, en er zijn troepen weggehaald. Maar de troepen van de Verenigde Provinciën zouden pas in februari 1716 Brabant, Vlaanderen, Mechelen en Henegouwen verlaten en, de maand nadien, Roermond met het deel van Gelderland dat zij in hun bezit hadden. West-Vlaanderen en het Doornikse ontruimden zij zelfs pas op 22 augustus 1719. De keizer zelf had intussen heimelijk Limburg in leen gegeven aan zijn oom, de paltsgraaf Johan Willem van Neuburg. Toen na protest van de Staten-Generaal en van de Staten van Brabant bleek, dat dit in strijd was met artikel 2 van het Barrièretraktaat, dat bepaalde dat de Nederlanden heel moesten blijven, én met de Blijde Inkomst (1356), waarvan artikel 12 de altijddurende vereniging van Brabant en Limburg waarborgde, moest Karel VI de afstand van de keurvorst afkopen met 1 miljoen gulden.
Naar goede gewoonte moest ook een landvoogd worden aangeduid. Keizer Karel VI had voor deze positie aan Eugenius van Savoye gedacht, een vermaard en van oorsprong Franse generaal met Italiaanse voorouders, in dienst van de Habsburgse monarchie. Het regentschap noopte de keizer tot 25 juni 1716 te wachten om hem de nodige brieven te zenden voor deze post, met dezelfde bezoldiging en dezelfde bevoegdheid als ten tijde van ‘onze roemrijke voorgangers, de koningen van Spanje’. Prins Eugenius van Savoye is nooit ter plaatse gekomen. Deze overwinnaar van Frankrijk en van de Turken was er de man niet naar om met ontevredenen te redetwisten, om met de Staten te onderhandelen, om iedereen vriendelijk te onthalen ten bate van het Oostenrijkse huis. Als politiek werktuig kon hij niet dienen. Het was ook te vrezen, dat, zo hij al naar Brussel kwam, hij een gevaarlijke botsing zou teweegbrengen of erger nog, dat hij zich als de beschermer van zijn onderhorigen zou aanstellen. De beste dienst die hij de keizer kon bewijzen, was hem zijn naam te laten gebruiken om daarmee de provinciën te paaien. In zijn plaats zou dan voor het dagelijks bestuur gewoon een gevolmachtigd minister optreden. Savoye liet zich dus vertegenwoordigen door markgraaf de Prié. Maar in de Zuidelijke Nederlanden was het in die tijd moeilijk regeren. Er was nooit een centraal bestuur geweest, centraliserend absolutisme zoals Frankrijk kende was aan het gebied voorbijgegaan. Macht en luister waren de bevolking door de achtereenvolgende regering van Spaanse en Oostenrijkse vorsten of bezettingen door Fransen ontnomen. Het land moest vanwege het Barrièretraktaat ook de permanente Noord-Nederlandse verdedigingsmacht financieren. Er heerste grote onvrede en talrijke steden kwamen geleidelijk in verzet. Te Brussel woedde weldra de opstand.
De Staten van Vlaanderen en die van Brabant waren vastbesloten hun klachten bij de keizer aanhangig te maken. Toen ze in februari 1716 door hem werden ontvangen, verbaasde deze zich over hun toon, waarbij hij moest vaststellen voor het eerst voor lieden te staan die, zich beroepend op de Vrede van Rastadt, (die de vrijheden der Nederlanden waarborgde), 'hun' privileges tegenover 'zijn' soevereiniteit stelden. De keizer was wel zo verstandig te erkennen, dat hij te doen had met de afgevaardigden van een volk dat prat ging op zijn zelfstandigheid, en sedert eeuwen gewend was onderscheid te maken tussen zijn rechten en die van de vorsten. Hij zou daar verder altijd rekening mee houden. Op 1 april 1717 werd een Hogere Raad voor de Nederlanden te Wenen opgericht, in navolging van de Grote Raad van Mechelen. Voor de uiterlijke schijn nam de keizer de Spaanse traditie weer op. Niets ongewoons overigens, vermits hij tot in 1725 aanspraak bleef maken op de titel van koning van Spanje. Zelfs werden de brieven in het Spaans opgesteld. De raad bestond naast vijf officiales, die deze koninklijke brieven moesten opmaken, uit vier ministers, van wie er twee vanuit de Nederlanden werden gekozen, en een secretaris.

### Pogingen tot regeringsvorming
Vooraleer hij naar Brussel kwam, zou Prié eerst naar 's-Gravenhage reizen. De keizer had besloten zijn diplomatiek talent aan te wenden om een wijziging van het Barrièretraktaat te bekomen. Hij wist, dat niets anders de gemoederen tot bedaren zou brengen.
Na behendig geleide besprekingen lukte het markgraaf Prié de toetreding der Staten-Generaal te bekomen tot een conferentie die eind 1716 te Brussel startte. De Republiek was evenwel even bezorgd om te moeten toegeven als om de keizer te ontstemmen, en rekte de besprekingen twee jaar. Maar op 22 december 1718 had Prié's geduld het van hun getalm gewonnen en kon hij Karel VI de tamelijk voordelige overeenkomst voorleggen, die hij hun ontfutseld had. Ongetwijfeld bleef de last nog zwaar, maar het leek behoorlijk, dat de Verenigde Provinciën een vijfde van het beloofde gebied afgedwongen was, en de Staten van Vlaanderen en de Staten van Brabant hun vrijheid voor het stemmen over de toelagen herwonnen hadden. De keizer zag zich daarmee genoodzaakt het (voor hem) vernederend Barrièretraktaat te aanvaarden en er de bevolking mee op te zadelen, die uiteindelijk een eindeloze lijst grieven indienen zou over het gedrag van de soldaten. Het enige effect van de 'barrière' was dat de vijandigheid die het godsdienstverschil sinds het einde van de 16e eeuw tussen Noord- en Zuid-Nederlanders had verwekt nog toenam.
Bij de oude tien provinciën (Brabant, Vlaanderen, Henegouwen, Namen, Luxemburg, Limburg, Gelderland, Mechelen en het Doornikse), kwam als elfde: West-Vlaanderen, en op 11 januari 1717 kon De Prié overeenkomstig een ontvangen bevel eindelijk een voorlopige regeringsraad’ (junta del gobierno) inrichten. Het regeringsstelsel dat hij op 29 maart 1718 voor de Oostenrijkse Nederlanden invoerde, leek een soort vergelijk tussen de inrichtingen door de bondgenoten van 1706 en het ‘Anjou-stelsel'. De Raad van State was overgenomen van het eerste. Daarin stelde hij naast rechtsgeleerden een aantal grote heren aan. De financiële instelling was aan het tweede ontleend. En daarin zetelde een onder de ministers van de Raad van State genomen algemeen bestuurder, bijgestaan door drie te Brussel gevestigde intendanten en door vier provinciale intendanten, die allemaal rechtstreeks onder de vorst ressorteerden. De leden van de adel beschouwden zich echter niet als ambtenaren en kregen het algauw aan de stok met de rechtsgeleerden. Daardoor werd het bestuursorgaan van in het begin al zo onhandelbaar, dat Prié zich in januari 1719 genoodzaakt zag de Raad alle rechtsmacht te ontnemen; deze zou voortaan enkel nog beraadslagen onder het voorzitterschap van de minister en werd een louter raadgevend lichaam.

### Toenemend protest en een eerste martelaar

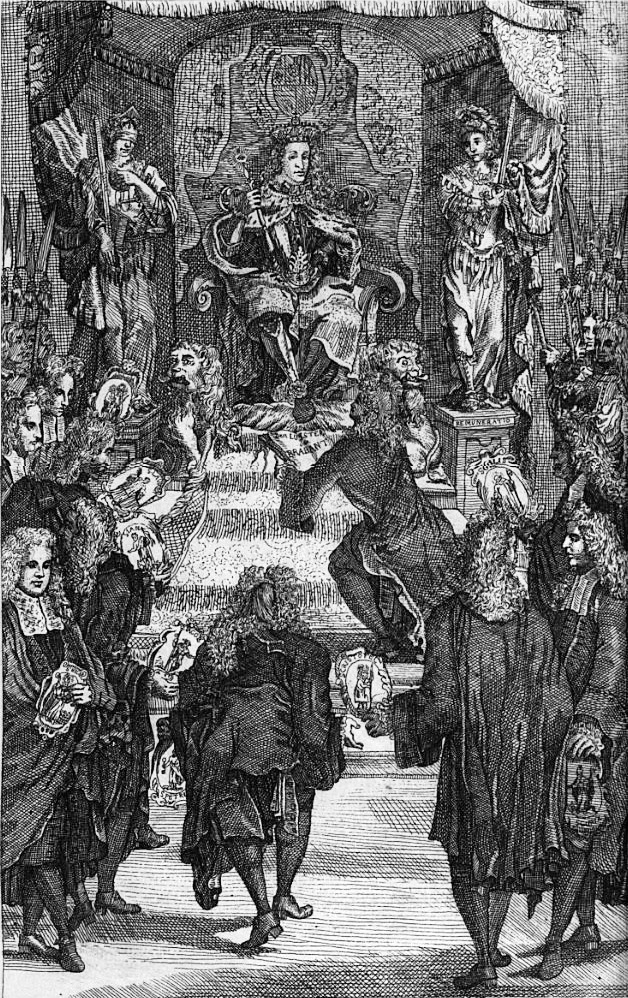
Luyster van Brabant wordt pro memorie aan de keizer bezorgd.

Dit was niet naar de zin van de adel, zodat een open conflict uitbrak tussen de edelen en Prié. Deze laatste ging uiteindelijk zover de graaf van Mérode en de prins van Ligne als persoonlijke vijanden te beschouwen. Zij waren woedend over zijn wantrouwen jegens de landslieden, van wie er niet één in zijn kanselarij of in de Secretarie van Staat en van oorlog werkzaam was.
Ook het volk kwam in beroering. De onlusten en het geweld, die in april 1717 te Brussel naar aanleiding van een vraag om beden waren uitgebroken vanwege algemene verontwaardiging tegen het Barrièretraktaat en het uitblijven van een krachtdadige regering hielden aan. De Brusselse ‘natiën’ hadden geantwoord met een onwrikbare weigering, waarna Prié zijn toevlucht nam tot het in zulk geval gebruikelijk middel: het vernieuwen van de magistraat. Maar dat had de toestand alleen maar verergerd, omdat de netelige kwestie van de privileges er weer mee opgerakeld werd. Het in 1699 uitgegeven boek Luyster van Brabant, dat de staatkundige belangrijkheid, welke hun voorvaders in de 15e eeuw genoten hadden beschreef en bejubelde, was intussen ruim in omloop en had zelfs de handwerkslieden aangemoedigd voor terugkeer naar de gemeentelijke zelfstandigheid uit de Middeleeuwen te ijveren.

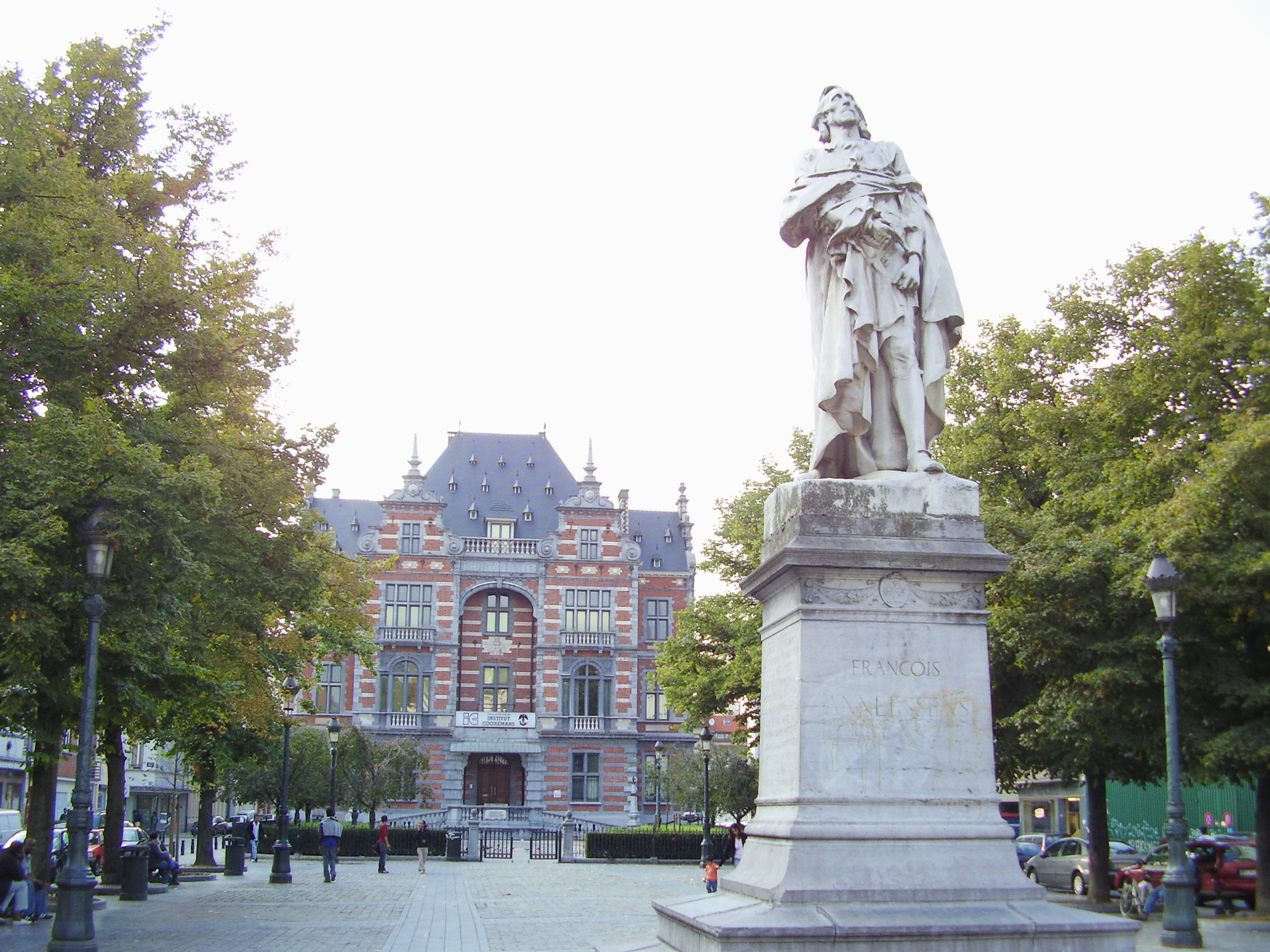
Het Anneessensplein, de vroegere Oude Markt, in Brussel met het standbeeld van Anneessens

In 1719 werd te Brussel Frans Anneessens op last van Prié door een regelmatige rechtbank als misdadiger veroordeeld, en op 17 september als laatste in de bloedige reeks burgers die slachtoffer werden van hun gehechtheid aan de gemeentelijke vrijheden onthoofd. Deze stoelenmaker, huisvader, geacht en geëerbiedigd burger, deken van zijn ‘natie’, had alleen de leiding genomen van de spontane volksopstand. ‘De antwoorden die hij gaf bewijzen, dat hij zich ingebeeld had, dat hij niet kon veroordeeld worden om de belangen der burgerij ondersteund te hebben’, schreef Prié. Prié kon echter het verzet van de edelen niet overwinnen en raakte steeds meer in opspraak wegens gekonkel en financiële fraude. In 1724 brak onenigheid uit tussen hem en de graaf de Bonneval, in 's keizers dienst te Brussel, waarop zowat de hele adel partij koos voor deze laatste. De tussenkomst van prins Eugeen was nodig om Prié te redden en van zijn vijand te verlossen, die in de Spielberg opgesloten werd. Zolang hij op prins Eugeen mocht rekenen, kon Prié de storm nog het hoofd bieden. Maar toen Eugeen, gewaar werd dat hij zelf het volle vertrouwen van de keizer verloor en Karel VI in november 1724 zijn ontslag als gouverneur-generaal aanbood, werd over het lot van de markgraaf beslist. Verdacht en in ongenade gevallen werd deze op 23 december naar Wenen teruggeroepen, al hielden de vervolgingen van schuldeisers hem nog tot mei 1725 te Brussel, waarna hij op 12 januari 1726 plots overleed.

## Onder Maria Elisabeth (1725-1741)

### Verbond tussen Kerk en Staat

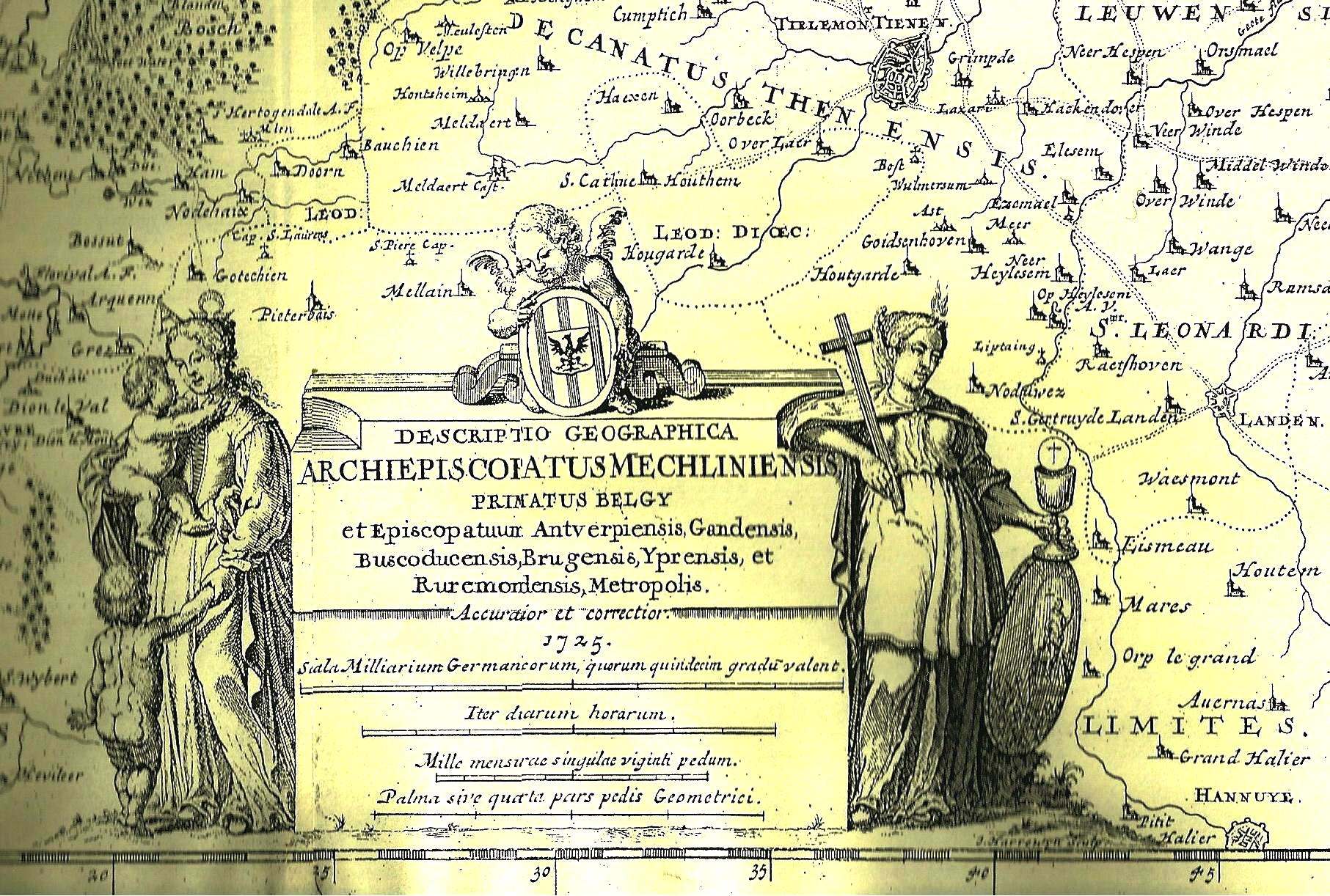
Legende van een episcopale kaart uit 1725 met de aanduiding in het Latijn van Belgy

Reeds op 23 december 1724 had keizer Karel VI zijn zuster Maria Elisabeth als landvoogdes aangewezen. Tot haar komst zou de graaf van Daun in haar plaats het bestuur waarnemen als luitenant-gouverneur en kapitein-generaal. Op 15 mei 1725 aanhoorden de provincieafgevaardigden, op een algemene vergadering in het paleis te Brussel bijeengeroepen, stilzwijgend de lezing van het Verdrag van Wenen (1725) door deze graaf van Daun.
De vijfenveertigjarige aartshertogin zelf deed op 9 oktober haar intrede. In Leuven verbaasde zij de Hoge school door op de redevoering van de rector in het Latijn te antwoorden, en men schrijft aan haar de Chronologia Augustissimae domus Austriacae toe, een chronologie van het Oostenrijks keizerlijk huis die zij al op haar achttiende zou hebben opgesteld.

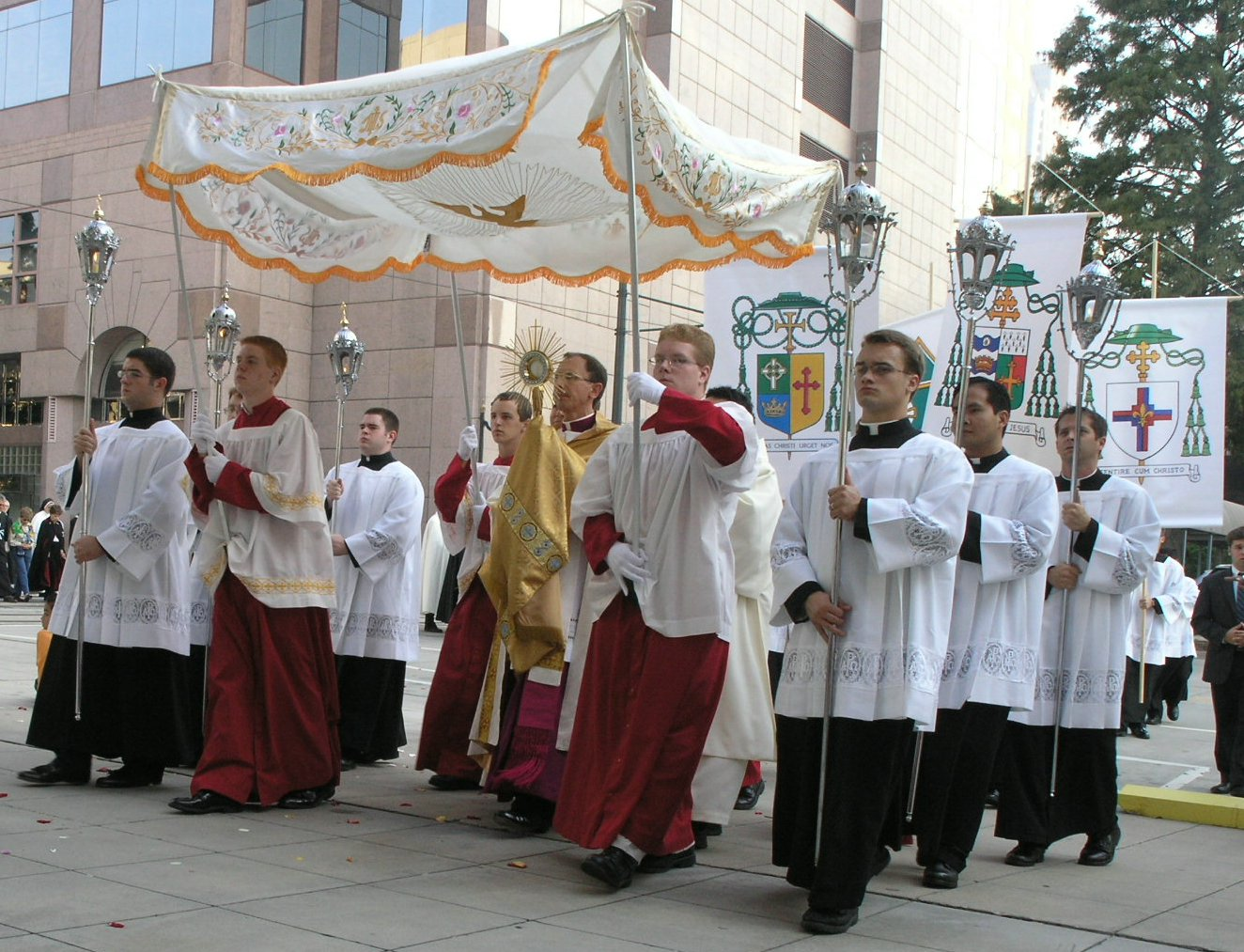
Processie met de geconsacreerde hostie, eucharistisch congres in Charlotte, 2005

Geheimraad van de landvoogdes werd haar Franse biechtvader, Pater Amiot. Het volk zag met graagte toe hoe zij bedevaarten, processies en kloosterjubileums bijwoonde, op Witte Donderdag de voeten van twaalf arme vrouwen waste, en uit haar koets stapte om het heilig sacrament te volgen. Haar godsvrucht, meer vanuit het hoofd dan uit het hart, ging gepaard met een strenge eerbied voor de etiquette. Trots over haar rang zonderde zij zich af in het hof, at alleen en werd door dames bediend. Noch de keurvorst van Beieren noch die van Keulen hadden de eer aan haar tafel te zitten als ze naar Brussel kwamen. Vanaf haar aankomst werd aan de provinciën een jaarlijkse toelage van 560.000 gulden voor de hofhouding gevraagd. Zij hield er een grootmeesteres, een grootmeester, een opperstalmeester, een opperschenker en een wachthoofd op na, allen gekozen uit de Oostenrijkse hoge adel en de vooraanstaande Belgische families. Gedurende haar zestienjarig bewind, het langste dat de Nederlanden kenden sedert Albrecht en Isabella, vestigde zij hier het Oostenrijks stelsel, dat onder het bestuur van Prié nog zo gehaat werd.
De Brusselse nuntiatuur, die sinds de dood van aartshertogin Isabella aan internuntiussen was overgelaten, werd in 1725 hersteld en leek de waarborg voor het innig verbond tussen Kerk en Staat, dat onder de landvoogdij van Maria Elisabeth tot stand kwam.

### Een periode van vrede en relatieve welvaart

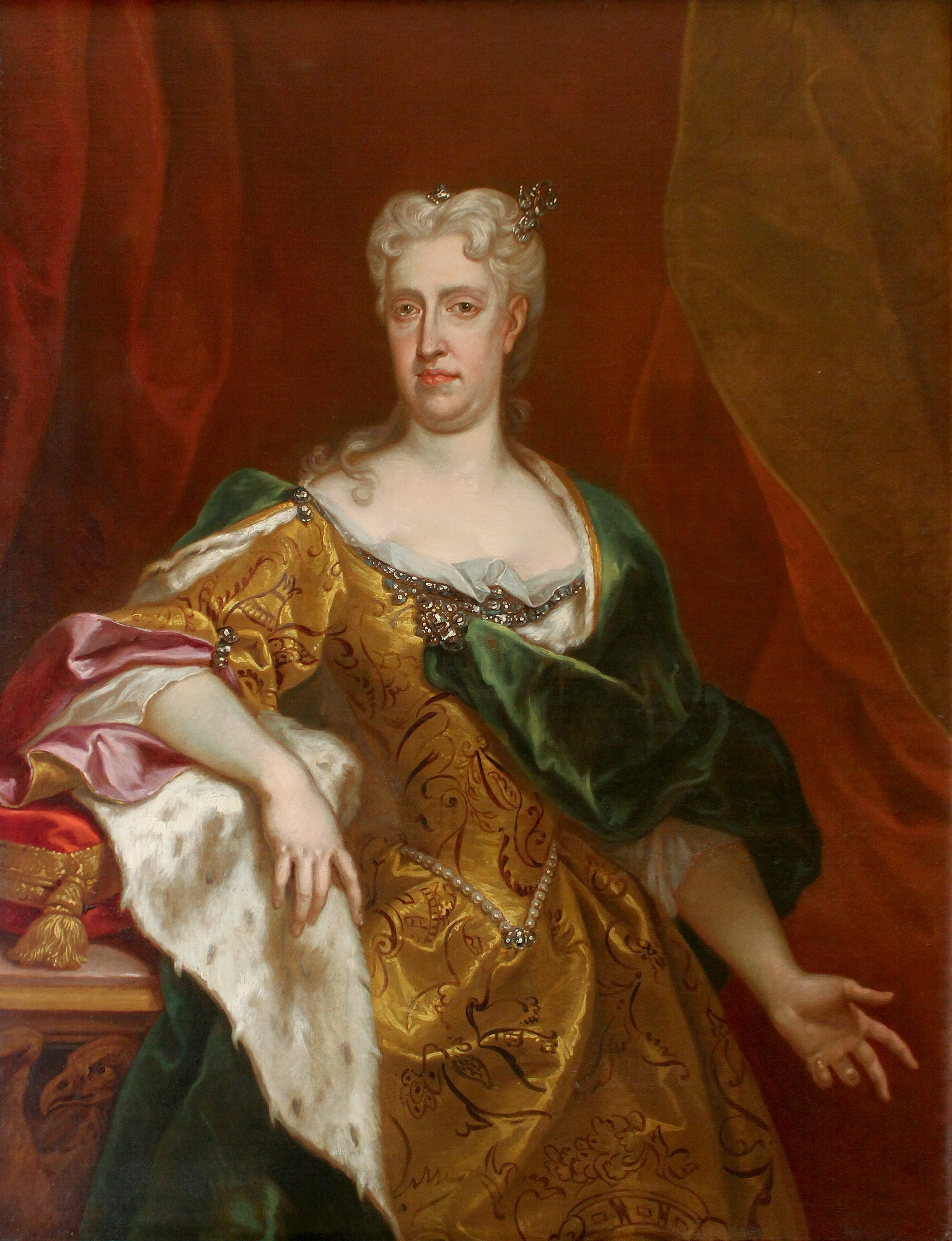
Onder Maria Elisabeth van Oostenrijk beleefden de Zuidelijke Nederlanden een periode van rust en relatieve welvaart.

De kwijtschelding, die zij in 1725 voor de Brusselse onlusten verleende, deed zelfs de herinnering eraan verdwijnen. Het land wenste enkel nog vrede en kende die ook, zolang zij leefde. Haar onderdanen konden hun geluk dan ook niet op, toen bij het uitbreken van de Poolse Successieoorlog (1733-1735) bleek, dat het land, in plaats van als naar gewoonte overweldigd te zullen worden, neutraal zou blijven. Om aan de verplichtingen welke het Barrièretraktaat haar oplegde te ontkomen sloot de Republiek der Verenigde Provinciën spoedig met Frankrijk een overeenkomst (24 november 1733), waardoor de Nederlanden buiten de krijgsverrichtingen zouden blijven.
Mede door de sluiting van de Schelde en hoge invoertarieven bleef de handel evenwel stagneren. Enkel de landbouw bloeide weer op en ontwikkelde zich in 1740 zelfs vrij snel. Daar uitvoer van graan tussen 1725 en 1740 slechts zesmaal verboden werd, blijken meer dan de helft van de tijd de oogstopbrengsten te voldoen.
In 1737 aanvaardde hertog Leopold van Arenberg het opperbevelhebberschap over de troepen in de Nederlanden, een post die nooit eerder door een Zuid-Nederlander was waargenomen. Ook de lagere adel gaf blijken van gunstige medewerking. In Brussel zomin als elders kon de regering die stand missen, die door zijn gegoedheid, geleerdheid en tradities was aangewezen om bedienden te leveren die het niet enkel als een recht maar ook als plicht zagen om openbare ambten te vervullen. Ruimschoots van eigen middelen voorzien, waren zij meestal niet te veeleisend en beschikten bovendien door hun afkomst over een gezag dat de Staat ten goede kwam. Reeds in 1736 schreef Maria Elisabeth dan ook voor om liefst kandidaten uit de hoge adel in de justitieraden te benoemen. Drie jaar later mocht zij vernemen, ‘dat verscheidene edelen een ambt waarnemen en dat anderen een bediening vragen’.

### Opnieuw godsdiensttwisten
Enige reden tot ongerustheid in het land vormde de hernieuwde godsdiensttwist tussen enerzijds de jezuïeten, die de paus aanhingen en steun van de katholieke universiteit van Leuven genoten, en anderzijds de opvolgers van het jansenisme waar canonist Willem van Espen de leiding over had en rond wie zich zowat alle rechtsgeleerden schaarden. Een belangrijk twistpunt was de dogmatische onfeilbaarheid van de paus, die door Van Espen werd tegengesproken. Maar al in 1727 kon de landvoogdes naar Wenen schrijven, dat ‘het aantal opposanten aanzienlijk verminderd was... evenals degenen welke hen ondersteunden in de hoge hoven van dit land en die thans tamelijk omzichtig zijn’. Dit gunstig resultaat kwam naar zij beweerde, ‘dankzij grondbeginselen van zachtheid en gematigdheid, gemengd met gezag’. Sedert 1725 waren de opponenten - overigens geheel in strijd met de vermaningen van de keizer - door het gezag eerder aan een krachtdadige beteugeling blootgesteld. De aartshertogin had niet de gewoonte de aanwijzingen die zij van de keizer ontving geheel na te komen, omdat zijn bemoeizucht haar eerder ergerde. Zo heeft zij nooit de brieven afgekondigd, waarbij de mis van paus Gregorius VII werd veroordeeld, noch die waarbij het asielrecht werd afgeschaft. Bij haar dood, vond men deze in haar laden terug.
Van Espen en de zijnen moesten ook voortdurend aanvallen van de Leuvense godsgeleerden incasseren. De Raad van Brabant dierf hem niet te verdedigen en bepaalde zich ertoe een schuchter verzoekschrift naar de aartshertogin te sturen, die zich echter niet verwaardigde het te beantwoorden. De ontembare tachtiger vond uiteindelijk zijn laatste toevlucht in de kerk van Utrecht. Met hem verdween het jansenisme, tot grote voldoening van de bisschoppen. Maria Elisabeth probeerde ook de kleine hervormde gemeenschappen uit te roeien, die nog in Vlaanderen te Maria-Horebeke, in het Doornikse, te Dour in Henegouwen, te Eupen en te Hodimont in Limburg bestonden. Een in 1734 opgesteld edict strafte met boete of verbanning diegenen die voortaan de sacramenten niet zouden gebruiken, slechte boeken lezen of verkopen, psalmen zingen, geheime vergaderingen bijwonen of gemengde huwelijken aangaan. Verbeurdverklaring van lijf en goed dreigde de ‘hardnekkige ketters’ evenals het vuur de wederafvalligen. Maar de Raad van Henegouwen was zo verstandig die terugkeer tot de wrede plakkaten van Karel V af te keuren. Sedert 1598 had men geen brandstapels meer zien laaien op de openbare plaatsen, en de vreedzame afgescheidenen in ettelijke dorpen rechtvaardigden geenszins het verachterd fanatisme van de landvoogdes. De onbehendige en machteloze geloofsijver waaraan de dominees van de Barrièregarnizoenen zich zekere tijd hadden overgeleverd diende enkel om de kracht van het katholiek gevoel bij de bevolking te bewijzen. De Hervorming was in de Zuidelijke Nederlanden nog slechts iets vreemds, een overlevering waar men zich niet over hoefde te verontrusten. Het edict bleef dus begraven in het archief van de Geheime Raad en de protestanten leefden voort zoals ze dat sinds eind 16e eeuw hadden gedaan, dus zonder wettelijke toelating maar wel feitelijk gedoogd op voorwaarde dat zij voor hun geloof niet ijverden.
De bisschoppen waren intussen gelukkig met hun overwinningen, vooral die op het jansenisme, maar zagen niet, dat de regering van Wenen zich in feite door van Espen's grondbeginselen liet leiden.
Maria Elisabeth overleed op 26 augustus 1741 te Mariemont.

## Tijdens het bewind van Maria Theresia (1741-1780)

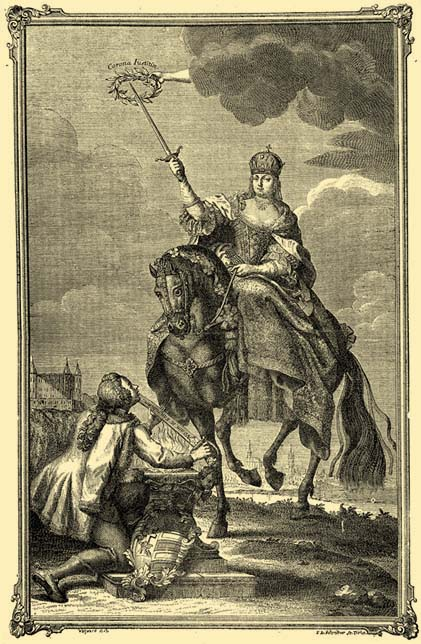
Keizerin Maria Theresia

Na de dood van Karel VI op 20 oktober 1740 haastten zich de Staten der Provinciën, die in 1725 eenparig de Pragmatieke Sanctie van Karel VI hadden goedgekeurd, om Maria Theresia van Oostenrijk van hun trouw en wensen in kennis te stellen. Naast landsheer van de Nederlanden was Maria Theresia ook regerend aartshertogin van Oostenrijk en echtgenote van de Roomse keizer. Al bij de aankondiging van haar troonopvolging had zij hen verzekerd hun privileges te zullen eerbiedigen, en in hun brieven drongen allen nu aan op die belofte. Ze waren alvast aangenaam verrast niet meteen in de Oostenrijkse Successieoorlog (1740-1748) meegesleept te worden, toen Maria Theresia in het begin al haar tijd en middelen moest inzetten om haar vijanden het hoofd te bieden.

### Defensie
Aanvankelijk was Maria Theresia voornemens geweest in ruil voor de Nederlanden de vrede af te kopen van Beieren en vervolgens van Frankrijk. Omdat die ruil niet aanvaard werd, moesten de Nederlanden nu beter worden verdedigd.
Opperbevelhebber Leopold Filips van Arenberg beschikte daartoe slechts over acht linieregimenten en twee ruiterijregimenten, samen zo'n 10.000 strijders. Met die onbeduidende krijgsmacht kon op Frankrijk niet eens de nodige druk worden uitgeoefend om Lodewijk XV zijn vechtende legers uit Duitsland en Bohemen te doen terugroepen. Er werd dus bevel gegeven zich onverwijld voor de strijd toe te rusten. Graaf Harrach en graaf van Königsegg, die na het overlijden van Maria Elisabeth achtereenvolgens ad interim regeerden, kweten zich zo goed mogelijk van deze taak. De provinciën schonken toelagen, en leningen werden aangegaan in de Republiek. Versterkingswerken werden uitgevoerd rond Brussel, en in 1742 stond ongeveer 30.000 man onder de wapens paraat. Dat kleine leger verenigde zich het jaar daarop met de Engelse regimenten die George II van Groot-Brittannië over de Nederlanden aan Maria Theresia ter hulp zond. Het nam met hen deel aan de zege van Dettingen (27 juni 1743), waar wel de hertog van Arenberg gewond raakte, maar waarvan de onverwachte tijding bij de Nederlanders een gunstige stemming teweegbracht ten aanzien van de jeugdige vorstin.

### Franse bezetting als pand voor onderhandelingen

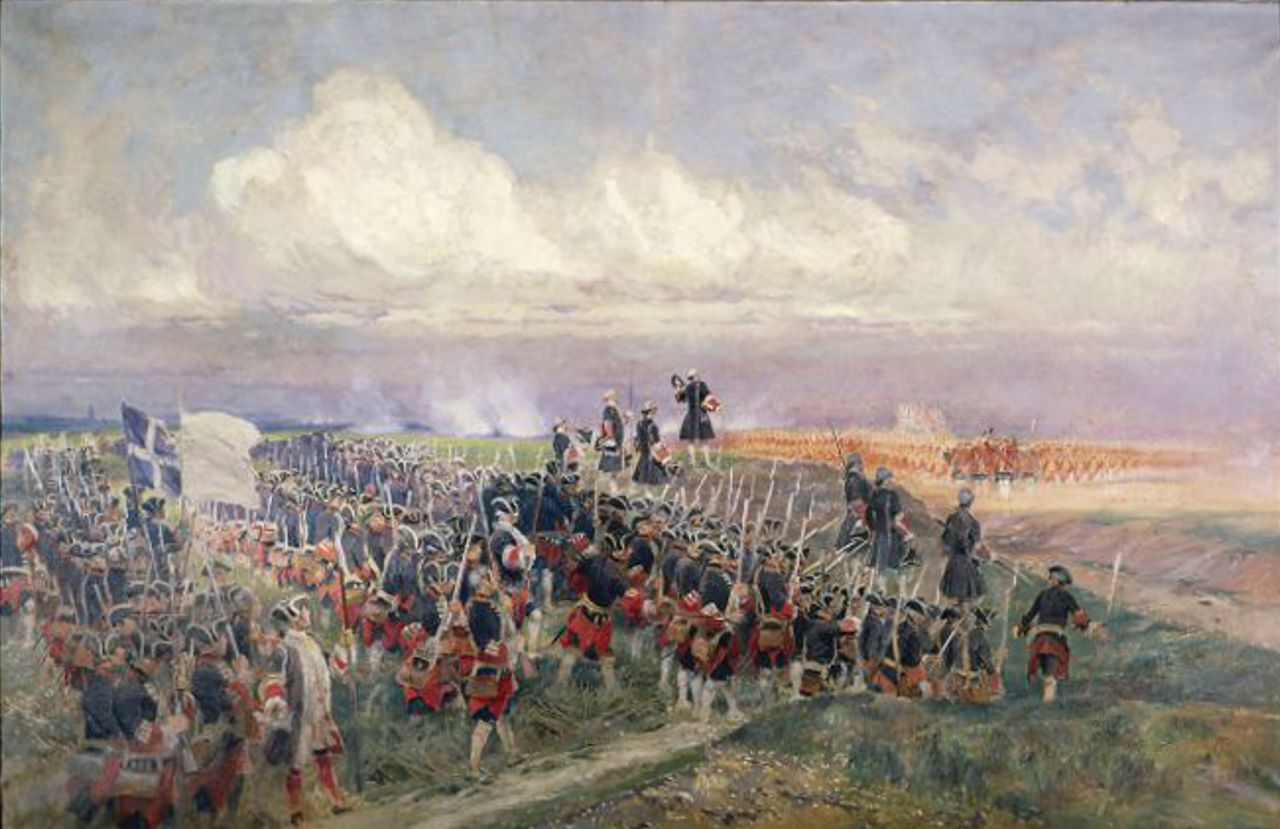
Slag bij Fontenoy (Édouard Detaille)

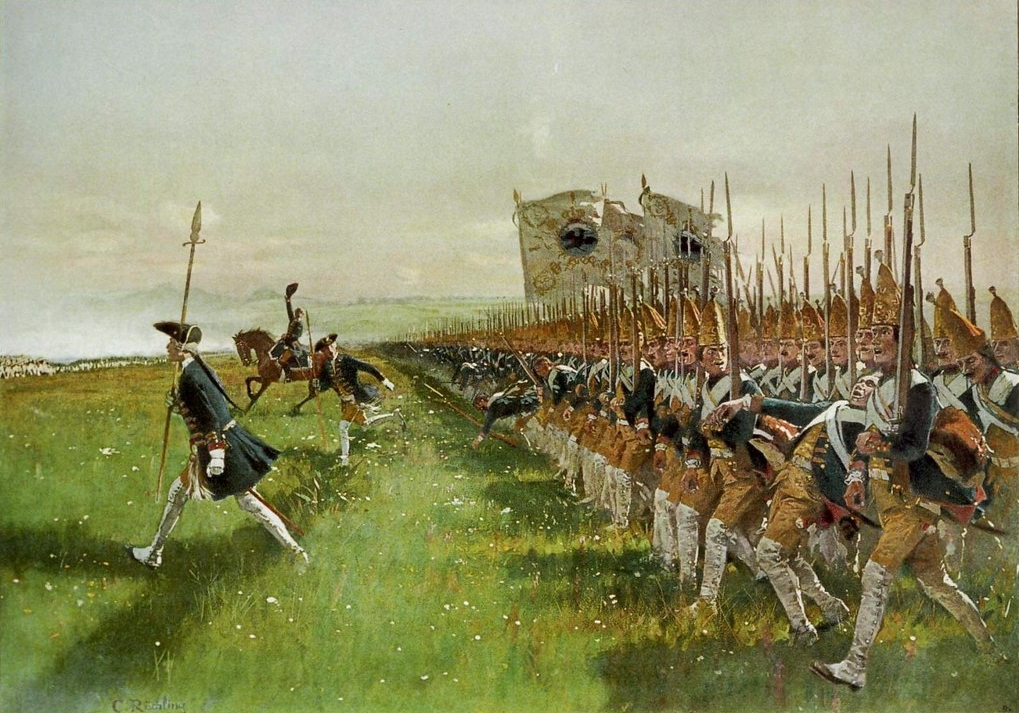
Aanval door de Pruisische infanterie tijdens de Slag bij Hohenfriedberg in de Oostenrijkse Successieoorlog

Door de tussenkomst van Engeland zou weldra ook de Republiek bij de twist betrokken geraken. Toen de Fransen zich wegens hun verlies in Dettingen uit Duitsland hadden moeten terugtrekken, voelden zij zich bedreigd langs de Elzas, en probeerden het oorlogsterrein naar het noorden te verleggen. Men wist dat de garnizoenen van de 'barrière' geen ernstig obstakel betekenden. Niet alleen waren ze sterk onderbemand, maar bovendien was de locatie van de te talrijke barrièrevestingen, - ooit door diplomaten in plaats van door militaire strategen uitgedokterd, - diffuus en verre van samenhangend. De Republiek talmde dan ook met een oorlogsverklaring.
Op 15 maart 1744 verklaarde Frankrijk Engeland de oorlog. In juni staken de Franse troepen onder Maurits van Saksen de grens van Vlaanderen over, en vorderden zo snel dat de vestingen een na één vielen. Menen gaf zich op 7 juni na een verdediging van acht dagen over, Fort Knokke weerstond slechts een etmaal, Veurne drie dagen, Ieper drieëntwintig. De poging van de Engelsen om de inval door een geregeld gevecht te stuiten werd het jaar daarop in bloed gesmoord in de Slag bij Fontenoy (1745), waarna zij zich ertoe moesten beperken Brussel te beveiligen, terwijl heel Vlaanderen in handen van de Fransen viel: Gent op 10 juli, Brugge de 18e, Oudenaarde de 21e, Dendermonde op 12 augustus, Oostende op 23 en Nieuwpoort op 5 september. En in hun wintercampagne namen ze Brabant: Vilvoorde gaf zich op 4 februari 1746 over, en Brussel was zo slecht verdedigd dat het niet eens beschoten hoefde te worden. Vier dagen na de capitulatie, die op 21 februari ondertekend werd, trokken Franse troepen voor het eerst de hoofdstad binnen. De Zuid-Nederlandse regering was naar Antwerpen gevlucht, door de overwinnaar achternagezeten tot 11 juni, en achtervolgd tot op de weg naar Breda, waarna ze naar Aken vluchtte.
Vervolgens begaven de Fransen zich naar de zuidelijke vestingen in Henegouwen. Daar werd Bergen op 11 juli ingenomen, Saint-Ghislain de 15e, Charleroi op 2 augustus en op 30 september Namen na twintig dagen beleg. Nooit had die beroemde vesting een zo korte belegering gekend. De tien Hollandse bataljons van het garnizoen voegden zich bij hun 30.000 landgenoten die sedert het begin van de oorlog krijgsgevangen waren gemaakt. Heel het land met uitzondering van Gelderland en Luxemburg, nu door Frankrijk bezet.
De overrompeling van de Republiek, die vergeefs de koning met onderhandelingen had gepaaid en tegelijk de hulp van Engeland en Oostenrijk had ingeroepen, volgde in april 1747 en vorderde nog sneller dan die van het Zuiden. In enkele dagen hesen Sluis, Sas-van-Gent, Axel, slecht gewapend en onvoldoende verdedigd, de witte vlag. De angst en woede van het volk waren aanleiding tot wederinvoering van het stadhouderschap. Op 2 juli versloeg Maurits van Saksen in de Slag bij Lafelt vlak bij Maastricht de Engelsen, die de hulp van hun te laat gekomen Oostenrijkse bondgenoten moesten derven. Bergen-op-Zoom werd datzelfde jaar veroverd door een detachement van 30.000 man onder leiding van graaf Ulrich van Löwendal. In 1748 vielen de Fransen Maastricht aan en na een korte belegering viel de stad op 7 mei in hun handen.
De Oostenrijkse Successieoorlog werd datzelfde jaar nog aan de onderhandelingstafel beslecht met de Vrede van Aken. Frankrijk, dat geen geld meer had en op zee en in Amerika slechts nederlagen had ontmoet, zag zijn verovering als een kostbaar pand, daar het nu over vrede zou kunnen onderhandelen met dit pand in de vuist, en het slechts zou afstaan tegen wat het verloren had.
De bezetting van Belgium Austriacum was, in weerwil van de opeisingen, nog vrij draaglijk geweest vergeleken bij latere Franse bezettingen.

### Verdragen tussen Oostenrijk en Frankrijk
Zodra de Zuidelijke Nederlanden door de Vrede van Aken aan Maria Theresia waren teruggegeven, zond zij Karel van Lotharingen erheen. De landvoogd keerde in de hoofdstad terug op 23 april 1749, na deze kort na zijn aanstelling op 26 maart in 1744 te hebben verlaten om de troepen bij de strijd in de Elzas te leiden. Het Weense hof had de teruggave van Silezië boven de Nederlanden verkozen. Het Verdrag van Versailles (1756) betekende een diplomatieke revolutie, Frankrijk en Oostenrijk eeuwenlang rivalen, sloten een bondgenootschap tegen Pruisen. Het tweede Verdrag van Versailles (1 mei 1757) bevestigde dit in een uitdrukkelijk bondgenootschap. Frankrijk verwierf de soevereiniteit over Chimay, Beaumont, Bergen, Ieper, Veurne, Oostende en Nieuwpoort, welke (met uitzondering van beide laatste, die dadelijk moesten worden overgeleverd) zouden afgegeven worden zodra Maria-Theresia weer in het bezit van Silezië was. De rest van de Nederlanden zou aan Filips van Parma worden afgestaan in ruil voor de hertogdommen Parma en Piacenza en Guastalla, die het erf van de keizerin zouden vergroten.
Het was sedert het einde van de 17e eeuw voor de tweede keer, dat de Europese politiek het land tot een onafhankelijke staat wilde maken. Het kortstondig Belgisch koningschap van Maximiliaan Emanuel was daarvan een eerste voorteken geweest.

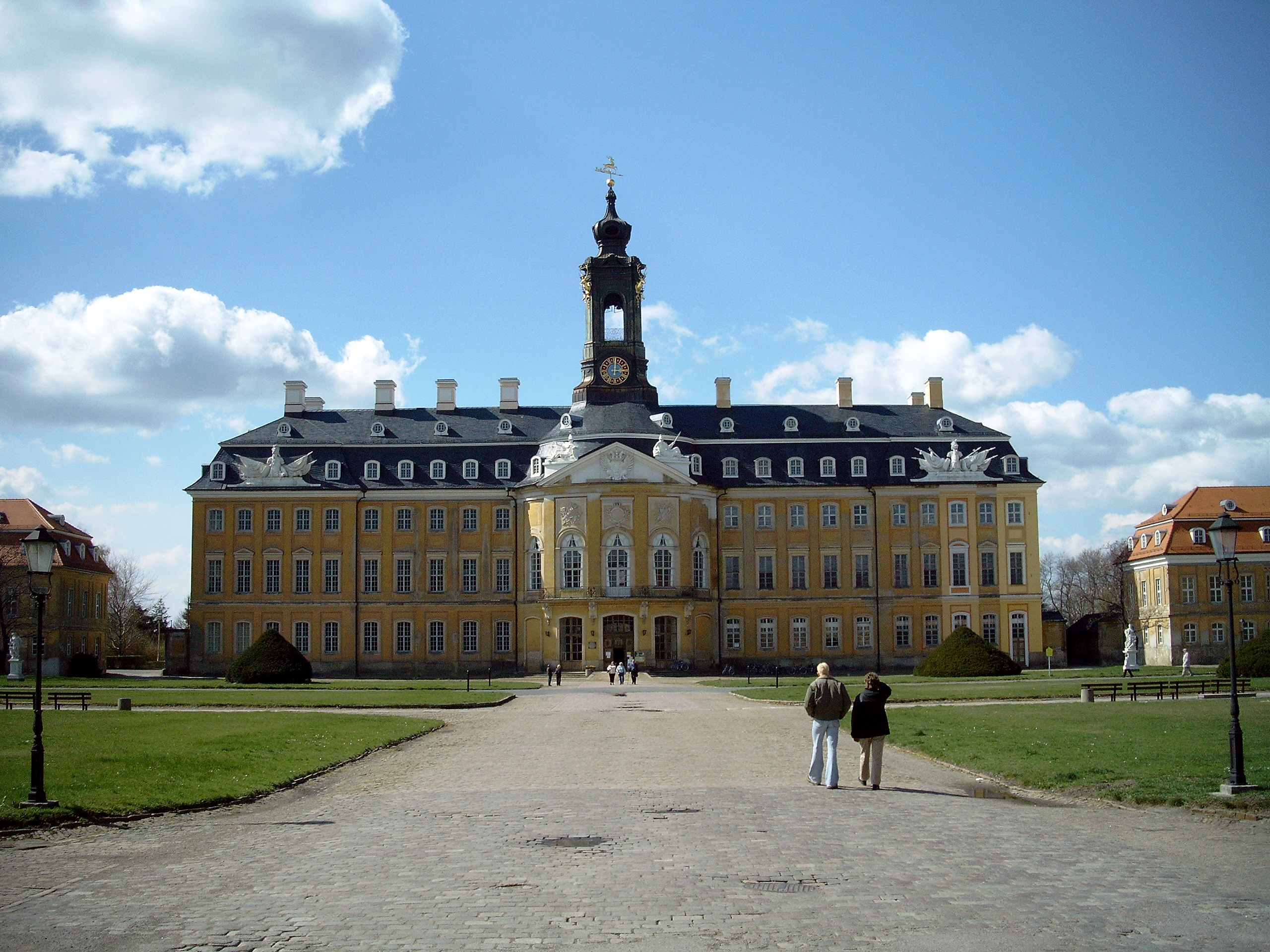
Schloss Hubertusburg

Maar Frankrijk geraakte al te diep in de oorlog met Pruisen verwikkeld en in het Verdrag van Versailles (1758) beperkte Maria Theresia de toegezegde geldmiddelen en soldaten, en was er van het afstaan van de Nederlanden aan don Filips geen sprake meer. Wel werd de belofte hernieuwd Oostende en Nieuwpoort aan Frankrijk te zullen afstaan na de herovering van Silezië door de keizerin. Maar de oorlog eindigde zonder dat Silezië heroverd werd en na de Vrede van Parijs (1763) en de Vrede van Hubertusburg, bleef de Oostenrijkse aartshertogin in het bezit van de Nederlandse vorstendommen. Deze verdragen openden voor het land evenwel een tijdperk van een halve eeuw onafgebroken vrede. Voor de eerste maal sedert het begin van de 17e eeuw werd de zuidgrens niet meer bedreigd. Het Oostenrijks-Frans bondgenootschap was voor de rust van de elf provinciën een garantie voor veiligheid. Daardoor steeg in de Nederlanden ook de populariteit van Maria Theresia.

### Handel en nijverheid
Handel en nijverheid trokken intussen ook in de Zuidelijke Nederlanden weer aan en de door de Staten verleende toelagen en vooral de leningen die zij toestonden werden weldra een belangrijke bron van inkomsten voor de Weense schatkist. Sedert de regering van Karel V had het land nooit meer zo'n bloeiperiode gekend als in de tijd voor de dood van de keizerin (29 november 1780). Goud had een niet onbelangrijk aandeel in het herstel van de Habsburgse monarchie, dat het werk van Maria-Theresia's laatste jaren was. Men schatte in 1792 dat de elf provinciën sedert 1753 voor een totaal van 111 miljoen gulden aan leningen hadden gewaarborgd, ‘waarvan 70 miljoen terugbetaald werd zonder dat de Duitse geldmiddelen daarvan meer dan een zesde leverden’.
De Barrièresteden waren een doorn in het oog van de keizerin. In 1749 weigerde ze nog de verplichtte toelagen te betalen, dit leidde tot een tarievenoorlog, waarvan in 1768 in de Noordelijke Verenigde Provinciën even sprake was. De Republiek vreesde voor vergelding, omdat het Zuiden aan de Republiek veel meer grondstoffen leverde dan het zelf van haar ontving. Een voorbeeld was de aanhouding van zes douanebedienden in 1775 op last van de magistraat van Sluis, de keizerin eiste een schitterende genoegdoening, waaraan de Republiek haastig tegemoetkwamen.
In 1778 raakte Frankrijk betrokken in de Amerikaanse Onafhankelijkheidsoorlog. De geheime wapenlevering van de Republiek aan de Amerikaanse opstandelingen leidde tot de Vierde Engels-Nederlandse oorlog. De haven van Oostende profiteerde van de situatie tot aan de Vrede van Parijs (1783), via de Oost-Indische Compagnie. Een voldoende langdurige bedrijvigheid kwam op gang, om handel en nijverheid te ontwikkelen, die sedert de 16e eeuw niet meer was voorgekomen. Het aantal binnengelopen schepen steeg van ongeveer 400 naar 1560 en haalde reeds in 1781 het record van 2892 bodems, terwijl tal van Nederlandse en Engelse huizen zich in de stad vestigden, de dokken vergroot moesten worden en het in juni 1781 tot vrijhaven werd verklaard.

## Tijdens het keizerschap van Jozef II (1780-1790)
Een poging om het keurvorstendom Beieren in te lijven, na de Beierse Successieoorlog, in het Heilig Roomse Rijk was mislukt. Onder impuls van Rusland en Frankrijk werd de Vrede van Teschen (13 mei 1779) getekend en ging Beieren naar Karel Theodoor van Beieren.
In 1780 stierf zijn moeder Maria Theresia van Oostenrijk, stierf zijn oom, landvoogd van de Zuidelijke Nederlanden, Karel van Lotharingen en begon de Vierde Engels-Nederlandse Oorlog.
In tegenstelling tot zijn voorgangers, was Jozef II geïnteresseerd in zijn bezittingen en bezocht ze ook. Tussen 31 mei 1781 en 27 juli 1781 doorkruiste hij de Zuidelijke Nederlanden. Hij stelde zijn zuster Maria Christina en haar man Albert Casimir van Saksen-Teschen aan als landvoogden.

### Enige drastische hervormingen

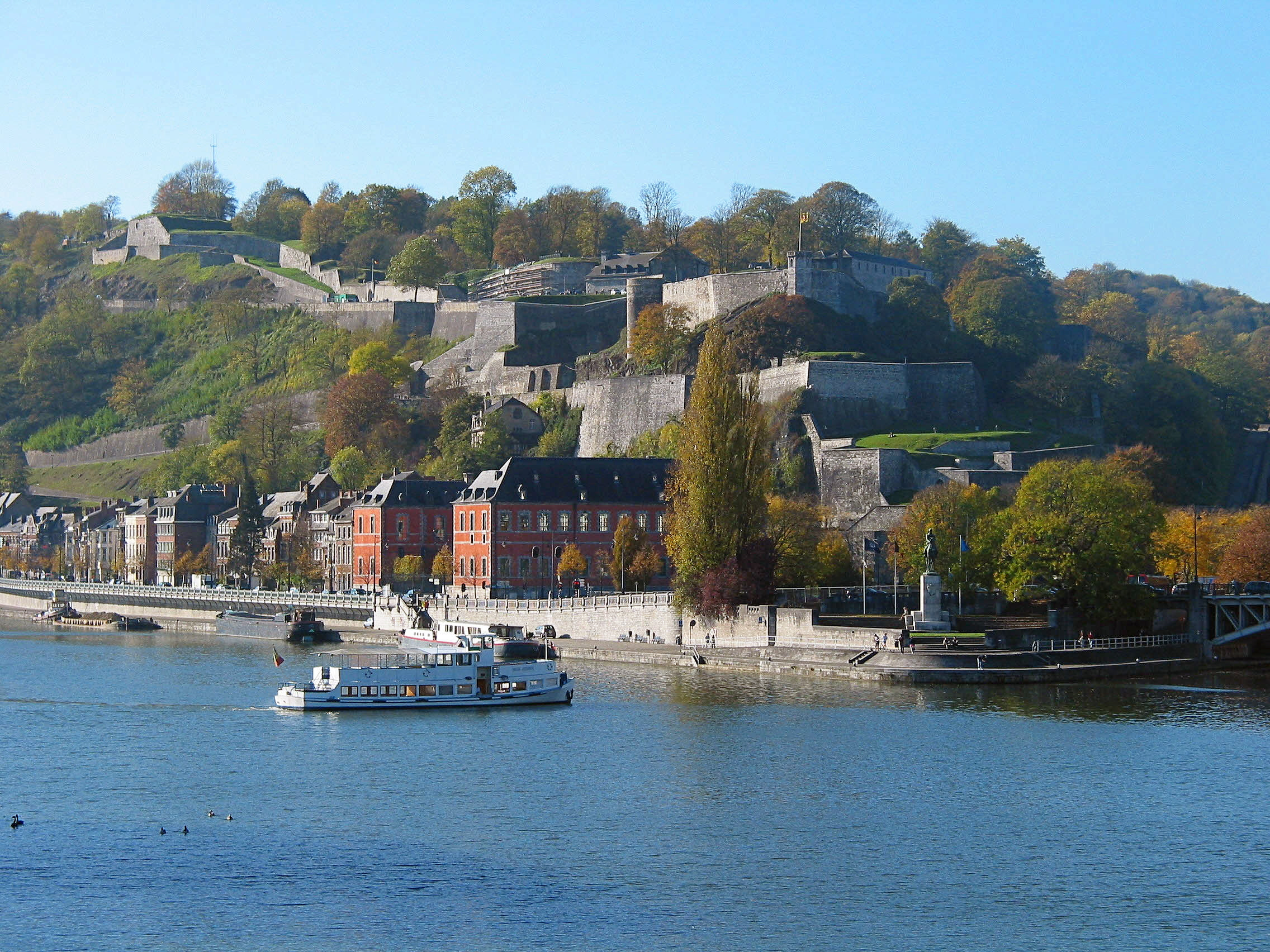
De citadel van Namen

De aanwezigheid van de barrièregarnizoenen op zijn grondgebied was voor de jonge keizer onduldbaar. Op de hoogte van de moeilijke situatie waarin de Verenigde Provinciën zich bevond, eiste hij de ontmanteling de barrièresteden op zijn grondgebied. In november 1781 besloot hij tot sloop van de vestingen der Nederlanders, met uitzondering van die van Antwerpen en Luxemburg. Hij gelastte de garnizoenscommandanten hun meesters daarvan in kennis te stellen: ‘opdat zij gepaste bevelen konden geven aan de generaals en andere officieren, die hun troepen aanvoeren’. Dit kwam neer op een bevel tot uitzetting. De Generale Staten stelden hun aftocht voor als een 'garnizoensverandering' en op 18 april 1782 vertrok hun laatste regiment uit Namen, waar het nog dezelfde dag vervangen werd door een bataljon van het regiment van Joseph Murray.
In 1783 verklaarde Jozef II, geen andere grens te erkennen dan deze gestipuleerd in het Partagetraktaat van 1661 en zonder verdere verwittiging beval hij tot sloping van de forten Sint-Donatus, Sint-Pauwels en Sint-Jobs, gelegen op het grondgebied dat hij zich toe-eigende. Hij vorderde vervolgens Maastricht en het graafschap Vroenhoven op.
Na tal van hervormingen zag hij in, dat het in zijn Oostenrijkse Nederlanden niet voor de wind ging. Hij overwoog twee oplossingen : ofwel de Zuidelijke Nederlanden ruilen voor het hertogdom Beieren of de 'opening' van de Schelde. In 1783 bereikte keizer Jozef II toestemming van de kinderloze hertog Karel Theodoor, wiens erfdeel aan hertog Karel II van Zweibrücken zou ten deel vallen, om Beieren te ruilen tegen de Zuidelijke Nederlanden, die dan tot koninkrijk zouden verheven worden. Hij was zeker van de instemming van Rusland en aan Frankrijk beloofde hij Namen en Luxemburg af te staan. Maar door zijn ongeduld en plotse breuk met Holland in 1784 haalde hij zich het ongenoegen van Versailles op de hals, en de Pruisen handelden dusdanig, dat de hertog van Zweibrücken zijn woord brak. Ook deze derde poging sedert begin 18e eeuw, om Belgium tot een soevereine staat te maken, mislukte bijgevolg, maar toont aan hoe die idee in Europa leefde.
Op 23 augustus 1784 meldde hij via landvoogd graaf van Belgiojoso aan de commissarissen van de Republiek, die in Brussel waren voor het regelen van de netelige kwesties, dat de keizer ‘van nu af aan de Schelde als volkomen en volstrekt open en vrij beschouwde’, dat hij had besloten de scheepvaart op deze stroom te herstellen, en dat, ‘zo vanwege de Republiek de vlag Zijner Majesteit de minste belediging ondervond, hij dit als een oorlogsverklaring en een vijandige daad zou beschouwen’ of anders gezegd : hij eiste het einde van de 'Sluiting' van de Schelde.
Intussen had het land zich al volkomen op de Haven van Oostende geconcentreerd en lag niemand wakker van het keizerlijk besluit De Staten-Generaal van de Republiek waren echter vastbesloten hun soevereiniteit op de Beneden-Schelde te handhaven. Toen de keizer op een dag ostentatief, twee schepen met zijn vlag de Schelde op liet paraderen, schoten zij. Blijkbaar ook met scherp, want op het dek van de Louis werd op 8 oktober 1784 een kookpot doorboord. Vandaar de naam Keteloorlog.
De Republiek wist dat Frankrijk haar steunde. De regering van Lodewijk XVI had immers zo haar twijfels over de 'opening' van de Schelde, waarmee Oostenrijk het koninkrijk zou kunnen bedreigen, zoals Mirabeau in zijn Doutes sur la liberté de l'Escaut aanvoerde. Nu was het Lodewijk XVI die Wenen liet verwittigen, dat hij de 'opening' van de Schelde niet zou dulden: hij bood op 20 november zijn bemiddeling aan, terwijl hij aan de grens van Vlaanderen en op de Rijn troepen verzamelde.
Ook Frederik II van Pruisen bemoeide zich met de zaken en richtte de Vorstenbond op.
Het Verdrag van Fontainebleau van 9 november 1785 bevestigde de Vrede van Münster. De Schelde bleef 'gesloten', maar de Verenigde Provinciën moesten de keizer uitdrukkelijk het recht toekennen eigenmachtig de douanetarieven in de Zuidelijke Nederlanden te regelen. Ook moesten ze voor Vlaanderen de grens van 1661 te aanvaarden, zich tot het slopen van de forten Kruisschans en Frederik-Hendrik verbinden, Fort Lillo en Fort Liefkenshoek afstaan, en in totaal 10 miljoen gulden betalen om de keizer te laten afzien van zijn aanspraken op Maastricht en omgeving en voor inundatieschade. De eer van de keizer was daarmee enigszins gered.

### Constitutioneel conflict met de 'keizer-koster'

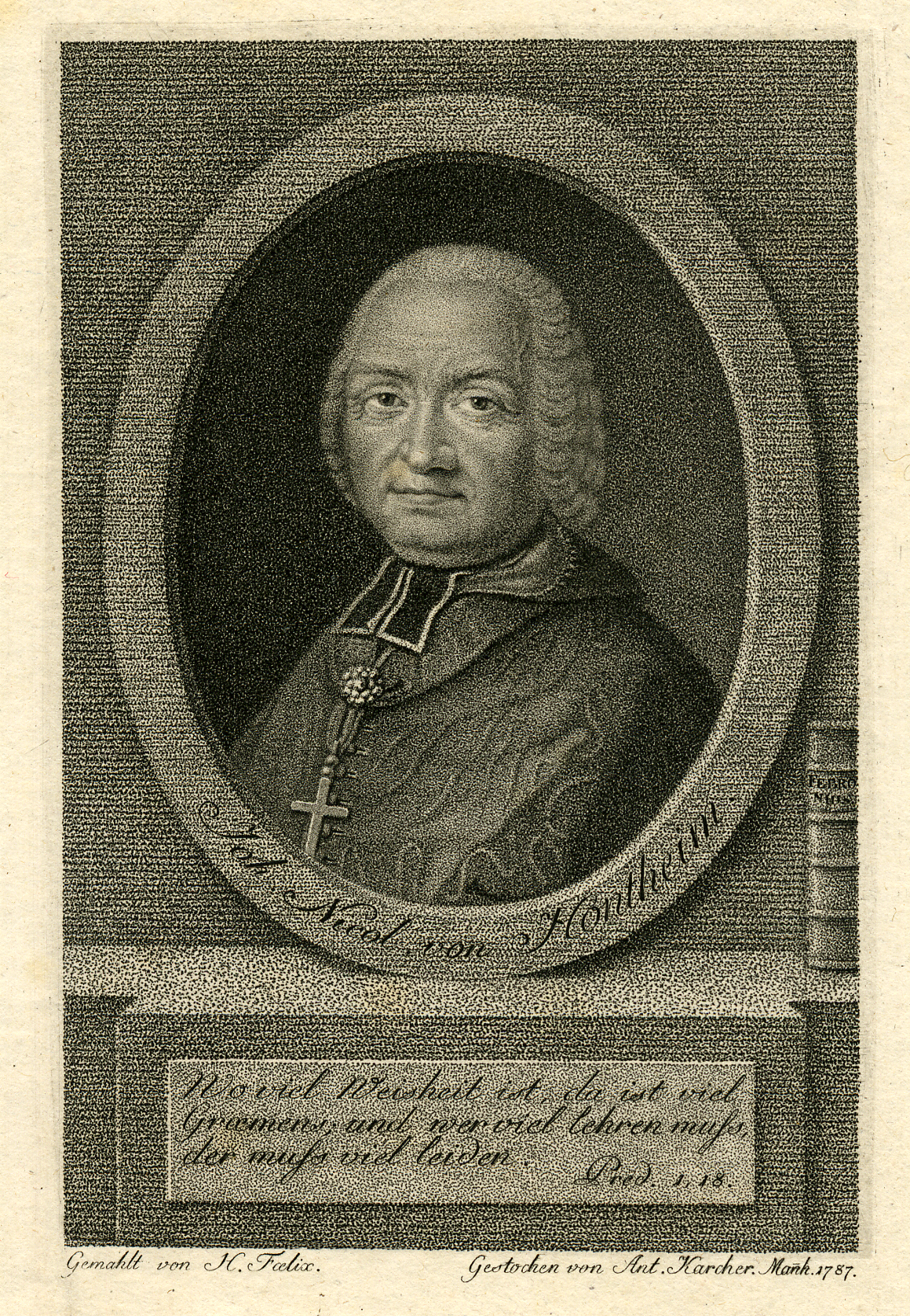
Febronius, oud student en leerling van Van Espen.

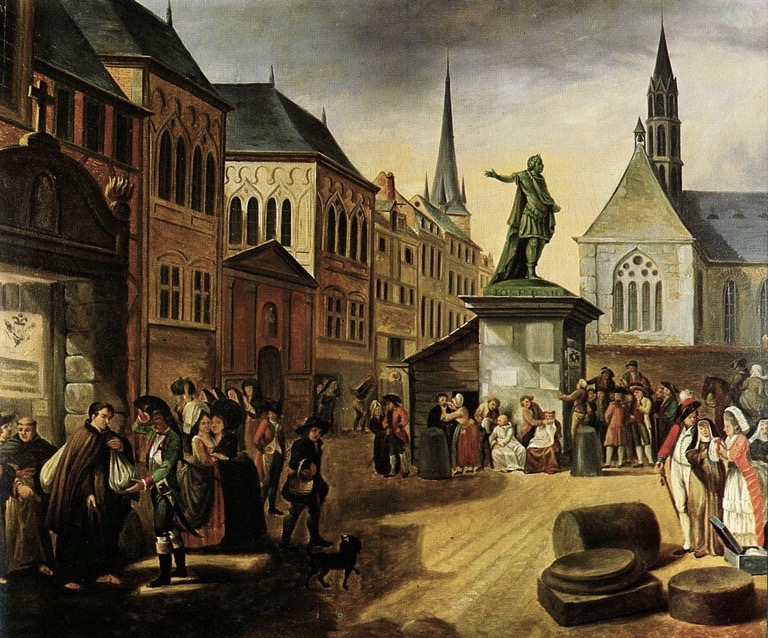
De opheffing van de kloosters door Jozef II, kopie naar een verloren schilderij van Léonard Defrance uit 1782.

Voorts stond Jozef II bekend om zijn verlichte, maar paternalistische hervormingspolitiek. Hij kreeg in de Nederlanden de bijnaam keizer-koster vanwege zijn verregaande regeldrift ten aanzien van interne kerkelijke zaken. Maar tegelijk bewerkstelligde hij de scheiding tussen kerk en staat, terwijl hij het febronianisme zowel in zijn Oostenrijkse als in zijn Nederlandse gebieden in de wet liet inschrijven. De godsdienst werd verstaatst. In een edict van 17 maart 1783 werden de contemplatieve kloosters afgeschaft, het jaar daarop werd op 28 september het kerkelijk huwelijk tot een administratieve aangelegenheid herleid, vervolgens werden op 23 januari 1785 zonder onderscheid alle sermoenen aan de gewone regels van de censuur onderworpen, en op 11 februari alle kermissen op dezelfde dag vastgelegd. Op 8 april werden de talloze broederschappen die in de steden actief waren in één enkele ondergebracht, op 10 mei alle ‘bedevaarten in troepen’ en jubilé's afgeschaft, terwijl het aantal processies werd teruggebracht tot twee per parochie en het welvoegelijkheidshalve verboden was er nog muziek te spelen en standbeelden, vaandels van ambachten of andere dergelijke veelkleurige zaken rond te dragen. Op 29 mei werden maatregelen getroffen voor een doelmatiger en redelijker indeling van de parochies, op 16 juni de pastoorsambten van het land bij wedstrijd begeven, en als kroonstuk op het werk eigende vanaf 16 oktober de staat zich de opleiding van priesters toe. Dientengevolge beval hij de sluiting van de bisschoppelijke seminaries en van november 1786 af werden al de studenten in de godgeleerdheid naar twee staatsscholen overgebracht: het algemeen seminarie te Leuven en het hulpseminarie te Luxemburg, waar zij volgens de zuiverste febroniaanse leerstelsels werden onderwezen. Een zuiver antiklerikale partij was in wording. De ridder van Heeswijk en anderen beroemden er zich op de bijnaam ‘anti-monniken’ te verdienen. Dit riep een reactionaire respons op die culmineerde bij de kapucijnen. Die onderscheidden zich in stoutmoedigheid door in tal van kerken de gelovigen met hun sermoenen tot weerstand op te hitsen.
In 1787 beknibbelde Brosius in het Journal historique et politique de inzichten en hervormingen met een felheid die niet voor laster onderdeed. Feller was nog geweldiger, onrechtvaardiger, beledigender, en veranderde het Journal historique et littéraire in een strijdblad dat in 1788 dermate geducht werd, dat de regering het verbood. Op 17 november 1786 stuurde de Raad van Vlaanderen de keizer een lange vermaning, waarin werd geattendeerd op de door hem gezworen eed toen de soevereiniteit van Vlaanderen, waar het recht daarvan in tegenstelling tot de andere staten op erfopvolging berustte, naar Oostenrijk werd overgebracht en die de rechten en vrijheden waarborgde. De landvoogden Maria Christina en Albert weerden evenwel deze brief. Maar het sluimerend nationaal bewustzijn was na de krenkingen en het overhoop halen van de landelijke tradities ontwaakt. De Zuid-Nederlandse provinciën waren geen eenvoudig bezit van de monarch. De rechten die hij er uitoefende kwamen hem slechts van de Bourgondische vorsten die hij had opgevolgd, en hij was verplicht ze te regeren zoals zij het hadden gedaan, dat wil zeggen met inachtname van de privileges, waartoe hij zich verbonden had ze te zullen respecteren. Het conflict tussen de Nederlanders en de keizer weerspiegelde de krachtmeting tussen absolutisme en nationale soevereiniteit, zoals die in deze tijd opkwam en waaromtrent Montesquieu en Rousseau beschouwingen hadden gewijd. Onder invloed van de algemene ontevredenheid, van de vrees voor de toekomst, van de godsdienstige verdrukking en van de economische crisis, kwam onbewust een kartel tot stand tussen strekkingen, of zelfs partijen, die thans naast elkaar zouden strijden en later tegenover elkaar komen te staan. Eind 1786 wachtte het land nog slechts op een gelegenheid om op te staan.

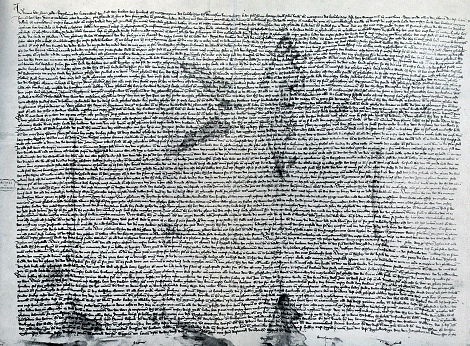
De Blijde Inkomst. Origineel te Zoutleeuw.

Op 1 januari 1787 werden met twee edicten in een paar regels het rechts- en het bestuurswezen geheel afgeschaft en op een nieuwe grondslag heringericht. Dit was geen hervorming meer, maar een 'staatsgreep'. Met één pennentrek en zonder iemand te raadplegen vernietigde de keizer de eeuwenoude zelfstandigheid van de Nederlandse vorstendommen. Hij schafte in één klap al de aloude instellingen af: bestuursraden, justitieraden, stedelijke rechtbanken, geestelijke rechtbanken, heerlijke rechtbanken, afvaardigingen der Staten, stadhouders in de provinciën. Ze werden door de Algemene Regeringsraad vervangen. Zelfs de namen van de oude provinciën, zo innig met 's lands nationaal leven verweven, verdwenen. Met koude bestuurlijke logica werden de negen 'kreitsen' nog enkel door de naam van hun hoofdplaats aangewezen: Brussel, Antwerpen, Gent, Brugge, Doornik, Bergen, Namen, Limburg, Luxemburg. Al de provinciën voelden het bewustzijn van nationale solidariteit ontwaken nu ze gelijkelijk bedreigd en even ruw bejegend werden. Vanaf 1787 beschouwden ze zich, evenals in de dagen van de omwenteling van de 16e eeuw, nog slechts als leden van de 'Belgische of Nederlandse' natie en maakten de oude benamingen van Vlamingen, Brabanders, Henegouwers meer en meer plaats voor de naam 'Nederlanders' (in het Nederlands) of 'Belges' (in het Frans) of een latijnstalig begrip. En dankzij de verwantschap der privileges die op elk grondgebied in weerwil van hun verschillen dezelfde grote vrijheden huldigden, verspreidde zich meteen het denkbeeld, dat de grondwetten der provinciën in werkelijkheid maar één gemeenschappelijke grondwet uitmaakten, die heel het land eenzelfde waarborg tegen de vorst kon bieden. In iedere provincie werden de Staten nu het brandpunt van groeiend verzet. Op 12 januari richtten de Staten van Henegouwen een smeekschrift tot de keizer om de edicten op basis van de geldende gebruiken te herroepen. Op 29 januari was het Brabant dat de landvoogden een protest zond, dit keer op basis van de geschreven Blijde Inkomst, een door de keizer bezworen ‘grondwet’.
In plaats van een antwoord zond Jozef II vanuit Wenen slechts een reeks verordeningen, ter toelichting en inrichting van het nieuwe regime. Op 29 maart smeekte de Raad van Brabant de landvoogden hem niet te dwingen de edicten af te kondigen, ten einde hem niet te verplichten of tegen zijn geweten of tegen de grondwet te zondigen. Hiermee rechtvaardigde het hoogste juridische gezag dus een wettelijke weerstand in heel de natie. De Staten zetten tot het uiterste door, met de Blijde Inkomst als afschrikmiddel tegen de vorst, door weigering van de belasting.

### Escalatie van het conflict
Op 23 april gaf Charles van den Berghe, graaf van Limminghe in de Statenvergadering een opzienbarende redevoering, waarin hij zich richtte niet tot de Brabanders, maar tot alle Belgen/Nederlanders. Daarop volgde advocaat Van der Noot met zijn ‘Memorie over de rechten van het Brabantse volk en over de daarop gepleegde aanslagen’. Hierbij sloten zich de natiedekens aan samen met de opgeruide kleine burgerij. En vanaf die dag was Van der Noot hun aanvoerder en spreekbuis. Op de avond van 23 april werd een vermaanschrift der ‘natiën’ aan de stadsmagistraat in Brussel afgegeven. Dezelfde avond hadden de Staten naar het paleis een vermaanschrift gezonden, waarin al hun grieven werden samengevat. Na uitnodiging voor een gesprek tot vergelijk op 26 april stemden zij toe, ‘de inzichten des keizers te bevorderen, in zoverre deze met onze grondwet kunnen stroken’. Op 27 april deden de landvoogden kond, dat zij het behoud van de Raad van Brabant aanvaardden, en dat de nieuwe rechterlijke inrichting aan de wensen der Staten zou beantwoorden. De andere eisen werden vriendelijk weggewuifd. De Staten namen daar aanvankelijk genoegen mee, boden op 28 april hun Koninklijke Hoogheden ‘hun eerbiedige erkentelijkheid aan, voor de wijze waarop Zij hun billijke klachten onthaald hadden’, en stemden toe in de voortbetaling van de belastingen.

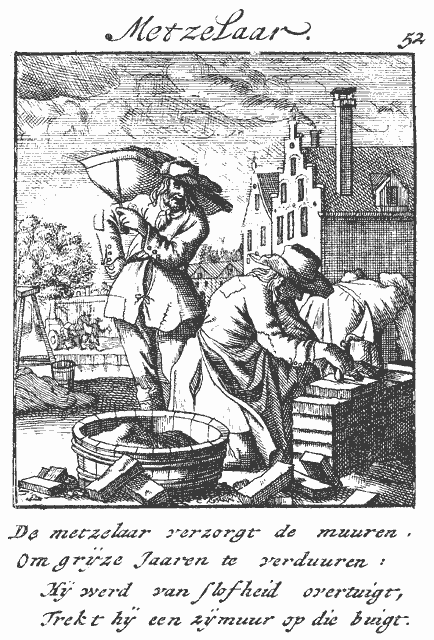
Het ambacht van metselaar op ets van Jan Luyken.

Maar ze waren de toestand niet meer meester. Op 30 april maanden de Brusselse ‘natiën’ hen aan, dat omtrent de Blijde Inkomst hoegenaamd niet te schipperen viel en eisten ze de algehele eerbiediging ervan. De ambachten van Antwerpen en de magistraat van Leuven sloten zich onverwijld bij hun verzet aan. De drie steden die de Brabantse Derde Stand uitmaakten verenigden zich aldus tegen elke overeenkomst met het gezag. Hun eisen lagen in Van der Noots verweerschrift besloten: onaantastbaarheid der privileges, onmiddellijke terugkeer tot de situatie van het verleden, afschaffing van alle 'filosofische' en willekeurige nieuwigheden welke de natie reeds al te lang opgelegd waren. De keizer zou zich vóór het volk vernederen, en die vernedering zou Frans Anneessens' aandenken wreken. De weigering van de Derde Stand deed de toestemming van de beide andere in de schikking van 28 april en in het betalen van de belastingen teniet. Op 5 mei ontvingen zij een laatdunkende aanmaning van de ‘natiën’, waarop ze besloten ‘ten volle en zonder beperking tot de wens der burgerij toe te treden’. Dezelfde dag gaven ze Hun Hoogheden daarvan kennis. De landvoogden getroostten zich een nieuwe capitulatie: hun vrees voor wanorde was groter dan die om de keizer te mishagen en ze stemden erin toe ‘alles op te schorten wat betrekking had op het nieuw rechtswezen in Brabant’, en de bevoegdheid der intendanten voorlopig te besnoeien.

### Uitbreiding tot alle provinciën
Met uitzondering van Limburg en van Luxemburg ondersteunden nu alle provinciën Henegouwen en Brabant. De opschorting van het rechtswezen werd op 7 mei uitgebreid tot Henegouwen, en op 14 mei tot Vlaanderen, Namen, Doornik, Gelderland en Mechelen. Op 30 mei gelastten de Staten hun ontvangers behoorlijke maatregelen te treffen om vanaf 1 juni het lichten der belastingen te staken. Dezelfde dag vernamen Albert en Maria Christina, dat een opstand voorbereid werd; ze verloren hun kalmte en stemden toe in alles. Dezelfde avond beloofden zij de Staten alle maatregelen te zullen opschorten, welke ‘rechtstreeks of onrechtstreeks met de Blijde Inkomst strijdig zijn’, al de inbreuken te zullen doen ophouden welke daaraan sedert tweehonderd jaar toegebracht werden, uit hun raad al de personen te verwijderen ‘op welke de openbare verontwaardiging rust’ en ten slotte voortaan zelf alle regeringszaken te zullen leiden in plaats van de door de keizer aangestelde minister. De natie zegevierde. Overal werd de Brabantse en Henegouwse driekleur, zwart, geel en rood, op de gebouwen gehesen, als kokarde op de hoed, of als lint in het knoopsgat gestoken. Afgevaardigden uit Bergen kwamen met Brussel verbroederen. De oude privileges, de pacificatiën en de uniën uit de 16e eeuw werden herdrukt. Dagelijks verschenen vlugschriften die uitvoeren tegen de edicten, tegen het despotisme, die de zege van het volk verheerlijkten en het aanmaanden zich voor te bereiden op een mogelijke terugkeer van de dwingelandij. Honderden vrijwilligers lieten zich in de burgercompagnieën van de steden inschrijven. En terwijl aldus een nationaal leger werd opgericht, nodigden de Staten van Brabant die der andere provinciën uit om samen een ‘verbond’ te sluiten en ten gunste van de heroverde vrijheid de steun in te roepen van de mogendheden, die borg bleven voor de verdragen van Utrecht en Rastatt. De keizer, die in Rusland was, liet intussen weten dat hij nooit de toegevingen van 30 mei zou bekrachtigen, zelfs niet ‘op de vestingmuren van Wenen’.

Brabantse driekleur

Op 3 juli, ontbood hij Albert, Maria Christina en zijn minister Belgiojoso. Gedurende hun afwezigheid moest de bevelhebber van de troepen in de Nederlanden, graaf Josef Murray, de regering waarnemen, maar was in feite slechts gelast de onderwerping te herstellen. Diezelfde dag nodigde de keizer ook in een lang bestudeerde brief een afvaardiging van al de provinciën bij zich. Er is geen andere keus, schreef hij Belgiojoso op een gans andere toon dan aan de Staten, dan dat zij komen, ofwel ‘dat ik zelf naar Brussel trek, aan het hoofd van 50.000 man’. Ze werden op 15 augustus in de Hofburg ontvangen. De volgende dag las Kaunitz hun de 'voorafgaande voorwaarden' voor, waarin toegevingen zaten om de intendanten niet te herbenoemen noch de leden der nieuwe rechtbanken, evenals de afzetting van Belgiojoso, die als gevolmachtigd minister door graaf Ferdinand von Trauttmansdorff zou vervangen worden. Maar dit veranderde in feite niets aan de plannen van de verlichte despoot en in Brussel werden de voorstellen op gehoon onthaald. Op 28 augustus verklaarden de Staten van Brabant dan ook aan Murray, dat zij protest aantekenden tegen de ‘voorafgaande voorwaarden’ en, overeenkomstig de Blijde Inkomst, volhardden in de weigering der belastingen. In de steden overtraden de vrijwilligers openlijk het bevel de wapens neer te leggen en iedereen bleef de verboden vaderlandse kleuren dragen.

### De remedie van de nieuwe minister Trauttmansdorff
Op 20 september ontstond te Brussel een vechtpartij tussen vrijwilligers en soldaten. En dan, in plaats van te laten schieten, verloor de landvoogd zijn kalmte: 's anderendaags verklaarde hij, in naam van de keizer, dat al de grondwetten ‘ongeschonden zijn en zullen blijven, overeenkomstig de handelingen van de inhuldiging van Zijne Majesteit, zowel wat de geestelijkheid, als wat de burgerlijke orde aangaat’, en dat de edicten van 1 januari ingetrokken waren.
Na deze tweede overwinning verstoutte zich het volk. Het pamflet de ‘grondwettelijke catechismus ten behoeve der Belgische/Nederlandse natie’ was in ieders handen. De keizer stond intussen gereed om het bevel over het leger te nemen, dat op Belgrado zou marcheren, en kon er dus niet aan denken aan het hoofd van een leger op de Grote Markt te Brussel te verschijnen. Hij vergenoegde er zich mee zijn luitenant af te zetten (8 oktober), en het bevel over de troepen aan generaal d'Alton toe te vertrouwen. De nieuwe minister Trauttmansdorff kwam op 27 oktober in Brussel aan. Hij moest ‘alle mogelijke zachtmoedigheid in zijn houding tegenover de natie aanwenden’. De keizer schortte, voorlopig althans, de instelling van de intendanten en van de nieuwe rechtbanken op.

Wapen van de oude Universiteit Leuven.

Alhoewel de bisschoppen zich lang hadden stil gehouden als waren zij geheel aan het 'jozefisme' overgeleverd, begon de clerus zich nu bij het verzet aan te sluiten. Ook de Hoge school van Leuven had zich op 24 mei tot de Staten van Brabant gericht met het verzoek om als 'Brabants lichaam' alle nieuwigheden te verwerpen, wat deze ook deden op 28 juni. Daarop volgde een stroom van andere protestbrieven en gelijkaardige verzoeken uit alle geledingen en groeperingen naar de gezaghebbende organen. Zo raakte de grondwettelijke kwestie vanzelf met de geestelijke vermengd.
Trauttmansdorff bleek een gewiekst diplomaat. Hij stemde toe in de grondwettelijkheid van de Blijde Inkomst, maar ging zich vervolgens toeleggen op alle zaken die deze niet vermeldde, en die geleidelijk terug invoeren. Tegen 1 december had hij het zover weten te drijven dat de Staten van Brabant geen uitvluchten meer konden bedenken en er zich in moesten getroosten toe te stemmen in de belasting en uiteen gaan. De keizer zag zijn uur van weerwraak al dichterbij komen en gelastte de minister streng voort te doen onder het motto sic volo, sic jubeo ('zo wil ik het en zo gebied ik'). Op 17 december gaf de minister dan ook het bevel het bestuur van het land te herstellen in de staat waarin het op 1 april verkeerde, en schreef de heropening van het algemeen seminarie op 28 december voor. De Hoge school van Leuven betekende hij, dat ze geen ‘Brabants lichaam’ was en slechts Zijne Majesteit tot rechter had, waarmee én het staatkundig én het godsdienstig vraagstuk weer werden opgeworpen. De Justitieraden traden in de plaats van de Staten van Brabant op, die niet vergaderd waren. Het voorbeeld van het Parijse Parlement, dat in zijn strijd tegen Lodewijk XVI gezegevierd had, hitste hen aan insgelijks een stout stuk te wagen en zich tegenover de natie als de beschermers van de grondwetten aan te stellen. Op 21 januari 1788 weigerde de Raad van Henegouwen de ministeriële verklaring af te kondigen en 's anderendaags deed die van Brabant hetzelfde.
Het was een beslissend moment. Trauttmansdorff verbood de Raad uiteen te gaan voordat het edict was afgekondigd. Het nieuws verspreidde zich als een lopend vuurtje en er ontstonden samenscholingen bij het raadsgebouw die de raadsleden aanmoedigden. Er hadden ook wat schermutselingen plaats met de patrouilles die zich in het nauw voelden en enkele schoten losten. Daarbij viel een zevental betogers gewond neer. De verslagenheid daarover en het besef dat niets was voorbereid voor een opstand maakte dat de straten snel weer leeg liepen. De raadsleden moesten na vijftien uur vergaderen uiteindelijk toegeven. ‘Die zege is van groot gewicht voor de toekomst’, schreef Trauttmansdorff diezelfde nacht. En hij had gelijk, zij het niet zoals hij het begreep. Er waren slachtoffers gevallen op straat en de herinnering aan Anneessens was plots weer levendig. Keizer Jozef II, de Weense filosoof, was vanaf nu voor de Nederlanders nog slechts een vijand en dwingeland.

### Verziekte situatie en patstelling
De mislukking van de opstand der patriotten in de Republiek had intussen tal van vluchtelingen naar Brussel gedreven, wier verbittering aanstekelijk werkte. En uit Frankrijk kwamen dag aan dag tijdingen over dramatische gebeurtenissen die aan de bijeenroeping van de Staten Generaal voorafgingen: ‘troepen, die verplicht werden zich terug te trekken; niet-uitvoering van bevelen door nationale officieren die weigerden tegen hun vaderland op te treden; provinciegouverneurs die op de knieën om genade voor hun leven smeekten; troepen die verplicht waren hun wapens achter te laten vóór een talrijke volksmenigte die hen aanrandde. Dit hitste de gemoederen nog meer op en wekte een soort fanatisme op het ogenblik, dat hier al zoveel onwil heerste, dat er niets meer aan toe hoefde gevoegd. Bovendien moesten de Hogeschool en de Kerk ingetoomd worden om de keizerlijke bevelen uit te voeren. De eerste was zo onhandelbaar opgetreden bij de vordering van haar privileges, dat de regering haar lokalen door de troepen had moeten laten bezetten, haar rector afdankte, de faculteiten naar Brussel deed overbrengen en uit Wenen hoogleraren liet komen ter vervanging van het groot aantal professoren dat vrijwillig het land verliet. Eindelijk lieten nu ook de bisschoppen hun stem horen door bezwaren van rechtgelovigheid in te roepen, en sloten zich aldus aan bij de natie, die slechts op hun woord gewacht had om haar al te lang verkropte verontwaardiging tegen de godsdienstige hervormingen de vrije teugel te laten. De sluiting der bisschoppelijke seminariën, waaruit de studenten gewapenderhand verdreven werden, verwekte woelingen te Antwerpen, Mechelen en Leuven. Het algemeen seminarie werd er des te hatelijker om. In de maand juni verbleven daar nog slechts achttien leerlingen.
Trauttmansdorff begon in te zien dat hij met geweld niets bereikte. Hij schreef een voorzichtige brief aan de keizer, waarin hij deze op de verziekte toestand wees die de schatkist miljoenen deed mislopen. Maar de keizer wilde niet wijken en verkoos de zaak op de spits te drijven. Nu hervatte ook het verzet en Trauttmansdorff kreeg zelfs doodsbedreigingen. Ophitsende pamfletten begonnen te circuleren die tot bewapening opriepen en dat het ogenblik om de grondwet, de privileges en de godsdienst te verdedigen aangebroken was. De politie begon achtervolgingen en huiszoekingen. Advocaat Van der Noot, die naar Luik was uitgeweken, werd daar aangehouden, maar ontsnapte op 6 augustus naar de Republiek.

### Definitieve breuk en dreigende burgeroorlog na de hete herfst van 1788
Toen het najaar aanbrak naderde de tijd voor de hernieuwing van de belastingen. De minister besloot de Staten van Brabant en die van Henegouwen daarvoor het laatst bijeen te roepen. Inderdaad stemden die van Namen en van Limburg erin toe. Maar ze werden op 18 november verworpen door de Staten van Henegouwen en op 29 november volgde de Derde Stand van Brabant dit voorbeeld. De minister was ten einde raad. Voor de keizer stond weigering van toelage gelijk met muiterij. Door de eed van getrouwheid te schenden, die de Staten hem gezworen hadden, ontsloegen zij hem van die, waarmee hij zelf hun grondwetten bezworen had, zo redeneerde hij. Op 7 januari 1789 schreef hij de Staten van Henegouwen en van Brabant om hun te betekenen, dat hij niet meer gebonden was noch door privileges noch door de Blijde Inkomst, en hun burgers buiten de wet stelde. Die 'staatsgreep' joeg de gemoederen aanvankelijk schrik aan. De verontschuldigingen van de Staten van Brabant waren zo volledig, dat Trauttmansdorff hen voorlopig in het genot van de Blijde Inkomst liet. Maar in Henegouwen zou hij ruw optreden om voor de andere provinciën een voorbeeld te stellen. Het bestuur door de Staten werd er tenietgedaan; de bestendige bede zou er ingevoerd worden. Het stilzwijgen, waarmee die maatregelen onthaald werden, nam hij voor instemming.

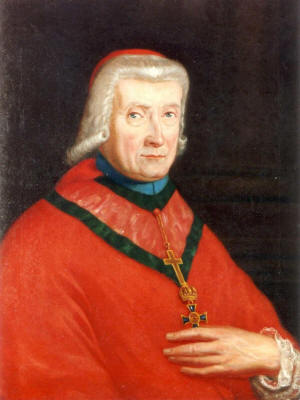
Kardinaal Joannes Henricus van Frankenberg, aartsbisschop van Mechelen

Op 29 april besloot een keizerlijk diploma, dat de Derde Stand van Brabant voortaan zou vertegenwoordigd worden door 55 afgevaardigden van de steden Leuven, Brussel, Antwerpen, Tienen, Zoutleeuw, Nijvel, Lier, Vilvoorde, Hannuit, Genepiën, Hoogstraten, Turnhout, Geel, Aarschot en Waver; de drie eerste zouden respectievelijk zes, vijftien en tien afgevaardigden aanwijzen, en elk van de andere twee. De meerderheid werd dus voor de grote steden behouden, maar het oude gebruik, dat de steden Leuven, Brussel en Antwerpen als scheidsrechter bij de Staten optraden werd afgeschaft. Voortaan kon iedere staat een veto inroepen. Op 6 juni vaardigde Jozef II de nieuwe inrichting uit; en terzelfder tijd verklaarde hij, dat de door Brabant betaalde toelagen voortaan vast en bestendig zouden zijn. Op 18 juni maande Trautmansdorff de Staten tot gehoorzaamheid aan. De troepen stonden slagvaardig onder de wapens. Men kon nu alles verwachten. Toch aarzelde de vergadering niet. Twee dagen tevoren, - en het samenvallen van die datums was ongetwijfeld geenszins aan het toeval te wijten, - had kardinaal Frankenberg na veel getalm er eindelijk toe besloten het onderwijs in het seminarie als niet-orthodox te verklaren. De godsdienstige crisis en de politieke crisis waren dus tegelijkertijd tot een climax gestegen. Na een achturige zitting lieten de Staten de regering hun weigering kennen. ‘Het spijt mij, Heren’, zei Trauttmansdorff koel tot de deputatie die de tijding bracht. Nauwelijks had ze hem verlaten, of de soldaten bezetten de stad, en een commissaris kwam de Staten de intrekking van de Blijde Inkomst betekenen en hun griffieën en kassen aanslaan. Tezelfdertijd als de Staten werd de Raad van Brabant ontbonden.

De bestorming van de Bastille in Parijs werkte aanstekelijk

In weerwil van de verwachte woede-uitbarsting bleef alles ijzig kalm en stil. Men was het in stilte eens met de keizer dat de oude grondwet haar dienst had gedaan. Maar op 18 juli, vier dagen na de bestorming van de Bastille te Parijs, namen de ‘bloodaards’, waarover Trauttmansdorff enkele dagen te voren met zoveel minachting sprak, een dreigende houding aan. Op 27 juli vernam de minister dat in Tienen de bevolking bij de inning van de belastingen in opstand was gekomen en dat het leger had geschoten met veel doden en gekwetsten tot gevolg. In Brussel stond op strooibriefjes: "hier als in Parijs". Men wilde nu een grondwet op basis van de rechten van de mens zoals die. De Luikse Omwenteling van 18 augustus verhoogde nog het gevaar voor een uitbarsting. Te Hasselt deed een vaderlandslievend Comiteit beroep op vrijwilligers en tal van jongeren lieten zich inschrijven. Trauttmansdorff schreef de keizer aan met het voorstel een grondwet toe te staan waarin de naam 'Blijde Inkomst' niet meer voorkwam, maar wel voor alle provinciën gelijkvormig en zo dicht mogelijk het keizerlijk plan benaderend. Jozef II voelde wel, dat het nu voor hem te laat was om de Nederlanden opnieuw in te richten en hoopte enkel dat de gebeurtenissen in Frankrijk de bevolking zouden doen inzien dat zijn plan verantwoord was.
Generaal D'Alton zag de radeloosheid van de minister en besloot tot handelen. Hij meende dat een volk even gemakkelijk getemd, als een leger verslagen wordt. Willekeurige aanhoudingen, huiszoekingen, aanmaningen en fusillades waren aan de orde van de dag. De woede steeg dan ook in dezelfde verhouding als de beteugeling. Op 19 september brak oproer uit in Limburg, waar gevraagd werd, dat de prijs van eetwaren vastgesteld en de belastingen verminderd werden. Aan de grens verzamelden zich meer en meer vrijwilligers. Op 10 oktober moest generaal Schroeder de neutraliteit van het land van Luik schenden om hun benden te verdrijven, die zich op het grondgebied der Verenigde Provinciën terugtrokken. De burgeroorlog stond voor de deur. Te Brussel werd bij Philip Secrétan, zaakwaarnemer van de hertogin van Ursel, een revolutionair manifest aangeslagen, met het plan voor een op touw gezette samenzwering. Op 24 oktober vernam Trauttmansdorff, dat ‘duizend waanzinnigen’ in de Kempen binnengedrongen waren. Hij zag niet in, dat dit het begin van een omwenteling was.

### Brabantse omwenteling (1789-1790)
Tussen Pruisen, Engeland en de Verenigde Provinciën was op 13 augustus 1788 een bondgenootschap tegen Oostenrijk gesloten. De behoudsgezinde advocaat Van der Noot had het plan opgevat met hen samen te werken om de situatie in de Nederlanden te regelen zonder dat de keizer nog langer dwars kon liggen. Tegelijk moest de volkswoede beteugeld worden. Hij vatte het plan op troepen te vragen om de 'barrière' te herstellen en de Brabanders te helpen hun oude privileges volgens de Blijde Inkomst te vrijwaren. In de lente van 1789, zette hij aan Jan-Frans Vonck uiteen dat, zodra het land door troepen uit de Republiek zou bezet zijn, de tweede zoon van de prins van Oranje tot stadhouder zou uitgeroepen worden. Engeland en Pruisen zouden dit plan ondersteunen en Brabant zou de goede diensten van de drie mogendheden erkennen, door elk van hen ieder jaren twee miljoen gulden voor te tellen. Het plan was al in 1788 uitgedacht door de naar Luik gevluchte Leuvense hoogleraar van Leemput en licht herwerkt. Het sloeg aan bij de Staten. Zij zonden de in Breda onderhandelende Van der Noot een brief, met zijn aanstelling als gevolmachtigd agent van het Brabantse volk.
Advocaat Jan-Frans Vonck was de hoofdman van een andere groep, de vonckisten, die eerder aanhangers van een vrijzinnige en nationale regering vertegenwoordigde, die de denkbeelden van de gematigde fractie van de Nationale Vergadering van Frankrijk niet ongenegen waren. Zij noemden zich patriotten en waren van mening dat het niet mogelijk was het land een republikeinse regeringsvorm te geven. Ze bleven dus bij de monarchie, en zouden deze zelfs aan het Oostenrijkse huis laten, indien het land op een geheel eigen grondwet kon steunen, desgevallend op de nieuwe Franse leest geschoeid. Men moest enkel de macht van de vorst beperken, door hem een uitvoerende status te geven, die door de landvoogden werd waargenomen. Terwijl de wetgevende macht bij de door al de provinciën gekozen algemene vergadering zou horen die de nationale soevereiniteit vertolkte en waarin de drie standen vertegenwoordigd bleven. De geestelijkheid, de adel en de Derde Stand zouden elk hun afgevaardigden aanstellen. De patriotten hadden de steun van enkele nieuwe rijken, zoals de bankier Walkiers, en van enkele voorname edellieden, de hertogin van Ursel, de hertog van Arenberg, de graaf van La Marck, die belang stelden in hun streven en hen aanmoedigden vanwege hun gematigdheid. Verder hadden zij de lagere geestelijkheid aan hun kant, die zich beijverde de opstand te preken ten behoeve van de vrijheid. Ook enkele geestelijke oversten en prelaten steunden hen. Het geheim genootschap Pro aris et focis, dat de meest overtuigde patriotten groepeerde, werd door advocaat Jan Baptist Verlooy te Brussel gesticht, en had weldra vertakkingen in al de provinciën. Pamfletten werden uitgegeven, inschrijvingen ingezameld; in de kazernen werd geld rondgedeeld; vrijwilligers werden geworven; kruit, munitie en wapens werden op het platteland in alleenstaande hoeven verborgen. De hertogin van Ursel beloofde de kanonnen van haar kasteel te Hingene... De samenzweerders trachtten ook de bisschop van Antwerpen op hun hand te krijgen en advocaat Torfs werd belast te Parijs de hulp van de Nationale Vergadering in te roepen.
Toenadering tot de statenpartij was dus noodzakelijk om te slagen, ook al liepen de basisdoeleinden van beide uiteen. Zij hadden in ieder geval gemeenschappelijk dat het land van het Oostenrijkse juk moest bevrijd worden. Maar, daarop in augustus aangezocht door een delegatie die hem in Breda ging opzoeken, reageerde Van der Noot afwijzend. Hij rekende op de mogendheden en wilde het bloed van de landgenoten niet vergoten zien, zo stelde hij. Dus zocht men zijn toevlucht maar tot de Luikse revolutionairen, die er alvast in toestemden de nieuwe revolutionaire troepen op hun grondgebied te stationeren. Voor de praktische zaken zorgde een inwoner uit Hoei, de heer de Loye, ‘die de zaken van het land ter harte nam, alsof hij onder ons geboren was’. Door toedoen van kanunnik de Brou, werd te Menen een rustend officier van het Oostenrijks leger, kolonel Jan Andries vander Mersch, gevonden, die altijd al een gezworen vijand van dwingelandij en despotisme was geweest en op 30 augustus het bevelhebberschap over het leger der patriotten aanvaardde.
De mogendheden verroerden intussen geen vin, en Van der Noots vertrouwen werd door niemand meer gedeeld, zodat van die kant nu het besef daagde dat men toch maar beter met de vonckisten kon overeenkomen. Verdedigers van de Kerk en dwepers met de Blijde Inkomst sloten zich dus bij de door de mannen van Pro aris et focis op touw gezette omwenteling aan. Het daarop samengestelde  Manifest van het Brabantse Volk bestond uit een lange inleiding over de soevereiniteit ten behoeve van de patriotten gevolgd door een memorie van Van der Noot. Toen generaal Schroeder de vrijwilligers van het patriottenleger uit Luik verdreef, hadden deze zich naar Breda in Staats-Brabant begeven. Hun plan was het land binnen te rukken zodra alles voor de algemene opstand in gereedheid was. Maar omdat de winter naderde marcheerden al 3000 man onder Van der Mersch naar Turnhout om zich daar te vestigen. Schroeder werd er meteen naartoe gestuurd en verwachtte dat dit leger van de Maan meteen uiteen zou stuiven als hij zich met zijn troepen vertoonde. Maar de verwachte soldatenwandeling keerde in een regelrecht gevecht. Uit alle huizen werd geschoten op zijn soldaten en deze namen zo ijlings de vlucht, dat ze drie kanonnen achterlieten. d'Alton wilde onmiddellijk weerwraak nemen en stuurde 7000 man naar het patriottenleger, dat zich wegens die overmacht voorzichtigheidshalve terugtrok naar Staats-Brabant. Maar hun eerste overwinning had ze verstout. De jeugdige prins van Ligne, die in de Franse legers diende, was intussen vol vaderlandslievende geestdrift naar Breda gesneld, en vroeg een plaats in hun gelederen.

Veldslag in de straten van Gent, november 1789.

Op 13 november verscheen een door de majoor Devaux en Louis de Ligne aangevoerde colonne plots te Gent vóór de Brugse poort en de Saspoort. Na enkele geweerschoten verstrooide ze de Oostenrijkse poortwachten en drongen de stad binnen. Het garnizoen, ingesloten door een opgestane bevolking, werd teruggedreven tot in de kazerne bij Sint-Pieters. Van Arberg en Schroeder, die in versnelde mars van Brussel kwamen, drongen met 3800 man in het Spanjaardenkasteel; maar de gelederen van de oproerlingen werden op hun beurt versterkt met 400 Kortrijkzanen. Arberg liet de stad met mortieren beschieten, maar werd door de overgave van kolonel Lunden genoopt het vuren te staken, terwijl in de straten zijn soldaten voor de sluipschutters moesten vluchten. In de nacht van 16 op 17 november ontruimden Arberg en Schroeder het kasteel en bliezen ze de aftocht naar Brussel.
Voor de opstandelingen waren de Vier Dagen van Gent niet alleen een militaire, maar vooral ook een morele overwinning. Het gezag van de regimenten die tweemaal voor vrijwilligers weken was nu tot nul herleid. De revolutionaire geest verspreidde zich daarop snel over het hele land. Henegouwen, het Naamse, Limburg, kwamen in opstand. Overal werden de rood-geel-zwarte kokardes weer op de hoeden gestoken. De 17e namen de landvoogden de wijk uit Brussel, en dadelijk daarna begon de vlucht van de overheden, de ambtenaren, de uitwijking van de zeldzame aanhangers van het jozefisme. Onder de troepen vermeerderde dag aan dag de desertie. Nadat D'Alton op 21 november het garnizoen van Bergen op Namen deed terugtrekken, sloeg heel Henegouwen aan het muiten. Wat hem aan beschikbare troepen overbleef herenigde hij rond Brussel en legde barricaden en Friese ruiters aan. Maar ondertussen drong Van der Mersch voor de tweede keer de Kempen binnen, terwijl zijn voorposten tot Tienen doordrongen. Van allerwegen stroomden slecht gewapende, maar geestdriftige rekruten naar zijn hoofdkwartier. D'Alton aanzag in zijn verslagenheid die mensendrom voor een ontzaglijk leger. Op 2 december bedong de als parlementair gezonden kolonel de Brou een wapenstilstand van twee maanden. Trauttmansdorff smeekte intussen de keizer om troepen te sturen. Maar die had de handen vol met zijn veldtocht in de Levant en de bedreiging door Pruisen. De minister deed daarom op 20 november de toegeving het seminarie af te schaffen en gaf de 21e Henegouwen zijn grondwet terug. De 25e herstelde hij de Blijde Inkomst en beloofde algemene amnestie, hopend in Brussel de opstand nog enkele dagen te kunnen bedwingen. Op 10 december werden tijdens een dienst in de Sint-Goedelekerk vanaf het koor door 'Heren' duizenden kokardes naar beneden gestrooid. Dadelijk werden ze overal door de stad gedragen. Honderdvijftig grenadiers verlieten de kazerne om zich onder gejuich bij de patriotten aan te sluiten. Ze overtuigden de schildwachten hun wapens aan de burgers af te geven. De wachten in de binnenstad werden de volgende dag beschoten en trokken zich terug bij het gros van de in de Warande verzamelde troepen. Tegen de avond was het gevecht algemeen onder het gelui van de alarmklokken in de kerken en het gebulder van kanonnen. De ochtend van 12 december beval een radeloze d'Alton de aftocht. De overijling en paniek waren zo groot, dat Trauttmansdorff niet eens afscheid kon nemen van de vreemde gezanten. Artillerie, legertros, munitie, tot de schatkist toe, alles werd achtergelaten. Ganse compagnieën deserteerden, enkele vermoordden zelfs hun officieren. Het overschot van de regimenten hield ten slotte halt achter de muren van Luxemburg. Enkel op de citadel van Antwerpen wapperde nog een keizerlijke vlag, tot ook daar op 29 maart 1790 het garnizoen zich overgaf. Op 18 december 1789 deed het Comiteit van Breda te midden van algemene geestdrift zijn intrede in het met de driekleur bevlagde Brussel. Hiermee eindigde in de Lage Landen het Oostenrijks stelsel dat vierenzeventig jaar had geduurd.

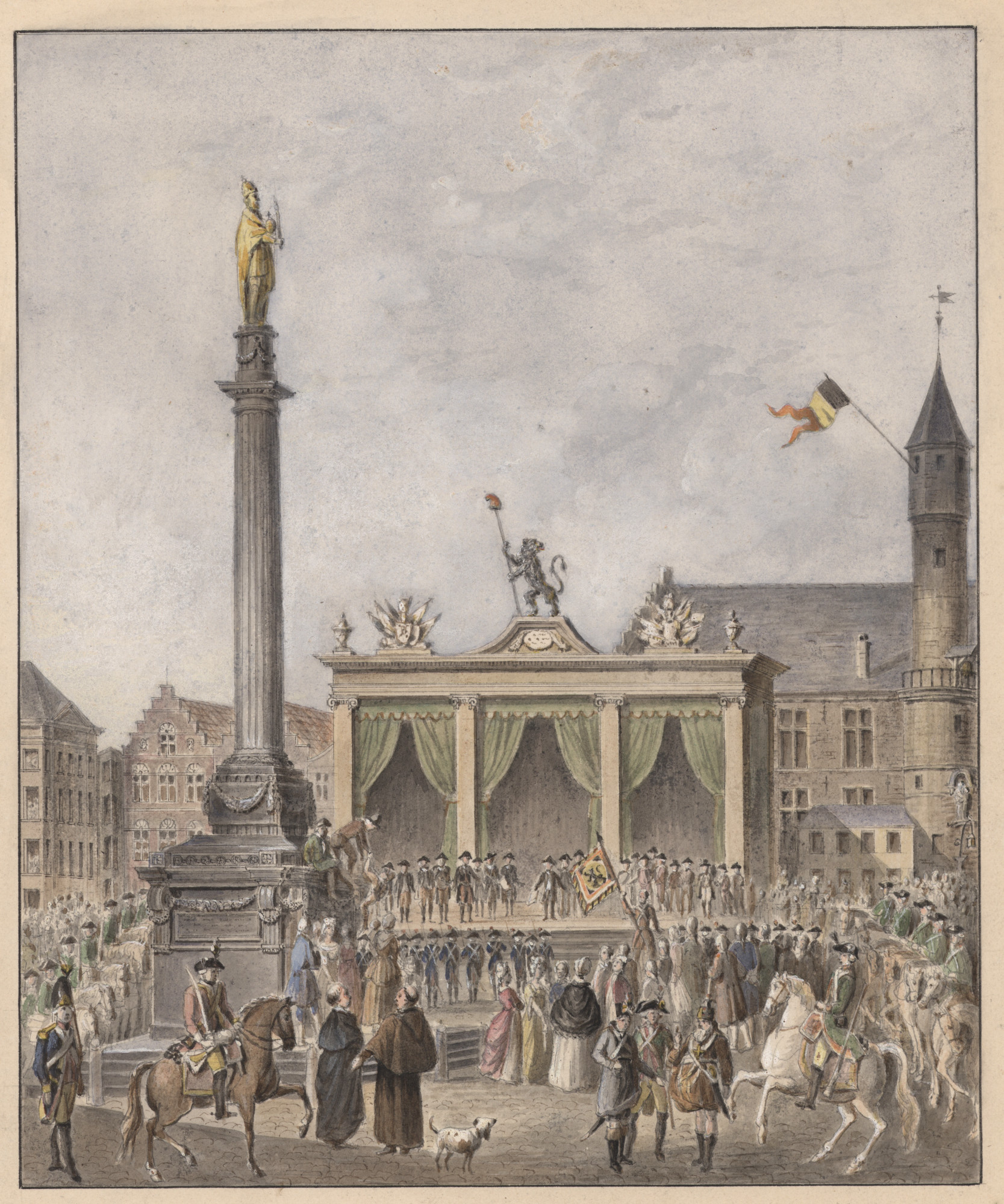
Aquarel van de uitroeping van de Vlaamse onafhankelijkheid in Gent op 4 januari 1790. De driekleur wijst reeds vooruit naar de toetreding tot de confederale Verenigde Nederlandse Staten een week later door het Tractaet van Vereeninge.

## Periode van de Verenigde Nederlandse Staten en Frans II (1790-1794)
Onmiddellijk na de val van het Oostenrijks stelsel werd de soevereiniteit van de hoofdgewesten uitgeroepen en een bondgenootschappelijke staat gevormd onder de naam van Verenigde Nederlandse Staten (in het Frans États-Belgiques-Unis). De inwendige verdeling van de nieuwe regering van aristocraten of statisten onder Van der Noot enerzijds, en democraten of vonckisten anderzijds, zorgde echter voor immobilisme van bestuur. Europa reageerde eveneens verdeeld, zij het om andere redenen, en kwam uiteindelijk met de conventie in Den Haag tot het dubbelzinnig besluit dat enerzijds de Zuidelijke Nederlanden onder keizerlijk gezag dus terug aan Oostenrijk moesten worden gegeven, maar dat anderzijds alle hervormingen op kerkelijk, bestuurlijk en gerechtelijk gebied zouden worden ingetrokken. Dit was de Eerste Oostenrijkse Restauratie. De vrijheden waarin de keizer ten slotte moest toestemmen om de autonomie van het gebied te garanderen maakten dat de Verenigde Nederlandse Staten uiteindelijk slechts in naam verdwenen.